# BMW
BMW pronunciación alemana:[be-em-ve] (escuchar)ⓘ (siglas en alemán de: Bayerische Motoren Werke AG «Fábricas Bávaras de Motores S. A.») es un fabricante alemán de automóviles y motocicletas de alta gama y lujo, cuya sede se encuentra en Múnich. Sus subsidiarias son Mini, Rolls-Royce, BMW i y BMW Bank. BMW es el líder mundial en ventas entre los fabricantes de gama alta; compite principalmente con Audi, Volvo, Lexus y Mercedes-Benz, entre otros vehículos de gama alta.

## Historia de BMW

### Comienzos
El predecesor de BMW fue la empresa Rapp Motorenwerke GmbH, fundada en 1913 por Karl Rapp. Cambiaron el nombre en abril de 1917, en primer lugar a BMW GmbH (sociedad limitada) para terminar en BMW AG, un año más tarde tras su conversión en sociedad anónima. El ingeniero Max Friz destacó en la joven empresa por desarrollar en 1917 un motor de avión de alta compresión, gracias a lo cual se pudo reducir la pérdida de prestaciones en las alturas. Esta innovación tuvo tal aceptación que BMW recibió un pedido de 2000 motores por parte de la administración del ejército prusiano. El 17 de junio de 1919 se alcanzó el récord de altura de 9760 metros con un BMW IIIa. El final de la Primera Guerra Mundial y el Tratado de Versalles parecieron ser la fase final de la empresa, ya que el tratado prohibía la fabricación durante 5 años de motores de avión, por aquel entonces el único producto de BMW. En 1922 Camillo Castiglioni, accionista principal de la compañía, abandonó la empresa para irse a Bayerische Flugzeugwerke AG (BFW), llevándose también los derechos de la marca BMW.
La empresa BFW era originaria de la empresa Gustav-Otto-Flugzeugwerk, que fundó el 7 de marzo de 1916 Gustav Otto, hijo de Nikolaus August Otto, inventor del motor de combustión. El 7 de marzo de 1916 se considera, en la descripción de la historia de la empresa, como fecha oficial de fundación de BMW. Con la salida de Castiglioni, los Bayerische Flugzeugwerke (BFW) darían paso a BMW. La empresa, que se llamaba hasta entonces BMW, cambió de nombre a Süddeutsche Bremsen-AG y después Knorr-Bremse.

### Primera motocicleta BMW
Concebida sobre el papel a lo largo de 1922, la primera motocicleta BMW R 32 causa auténtico furor durante su presentación en la Exposición de Berlín de 1923. Con el fin de mejorar la refrigeración por aire, el ingeniero jefe Max Friz coloca el motor plano de forma transversal en un chasis de doble tubo y la potencia se transmite directamente a la rueda a través de un eje de cardán: un principio de diseño que se sigue utilizando en las motocicletas de BMW hoy en día. A partir de 1924 se volvieron a producir motores de avión. El Schienenzeppelin fabricado en 1930 fue propulsado con un motor BMW.

### Primera producción de automóviles en Eisenach
En 1928, BMW compró la empresa Automobilwerk Eisenach, el fabricante del pequeño automóvil DIXI, convirtiéndose así en fabricante de automóviles. El 22 de marzo de 1929, BMW produjo su primer automóvil en serie en Eisenach, en el land alemán de Turingia. El modelo se denominó 3/15 PS, o también DA 2, y fue fabricado bajo licencia del británico Austin Seven. El vehículo se ensambló en Berlín con una carrocería de la empresa Ambi-Budd, que recordara al Rosengart, también fabricado con una licencia de Austin. En 1932 llegaría el primer "auténtico" BMW denominado AM1 (del acrónimo Automobilkonstruktion München Nr. 1, al español "Construcción de automóvil Múnich N.° 1"). El AM1 era un vehículo de mayor tamaño y técnica más avanzada que el DIXI, por ejemplo, válvulas controladas desde arriba, frenos en las cuatro ruedas, eje pendular delantero. El primer vehículo de nueva construcción llevada a cabo íntegramente por los propios técnicos de BMW fue el 303, lanzado en 1933. Fue obra de Fritz Fiedler (1899–1972) y estaba equipado con un motor de 6 cilindros y 1,2 litros de capacidad.
Debido a la ampliación de la construcción de motores de avión a partir de 1933, la división de vehículos y motocicletas pasó a ser un negocio menor. A pesar de ello, de los modelos lanzados en la época, se hicieron populares el 326 (1935), el 327 (1937) y el roadster deportivo 328 (1936). El BMW 326 estuvo en producción entre los años 1936 y 1941, sus características y un precio adecuado (5500 RM) le hizo alcanzar un éxito de ventas. Llegaron a producirse 16 000 unidades en dicho período. Tenía formas muy redondeadas, y en la parte trasera era notable la presencia marcada de la rueda de repuesto en el maletero. El chasis construido con largueros perimetrales permitía que la carrocería no fuera alta al poder colocar los asientos dentro del perímetro. Antes del comienzo de la Segunda Guerra Mundial BMW fabricaba el 327, un automóvil amplio y lujoso, y el 328, un deportivo descapotable. Ambos modelos estaban equipados con un motor de 2 litros y fueron muy avanzados en su época.
El 328 destacó no solo por su construcción, sino también por los numerosos éxitos en los circuitos de carreras, entre ellos la Mille Miglia celebrada en Italia en 1940. Este modelo consolidó la imagen de BMW como fabricante de modelos deportivos, que perdurará tras la Segunda Guerra Mundial. En Gran Bretaña fue tan popular que se comercializó en su mercado bajo licencia de BMW por Frazer-Nash, empresa que desde 1934 venía importando motores de BMW para sus propios modelos.

### Durante la Segunda Guerra Mundial

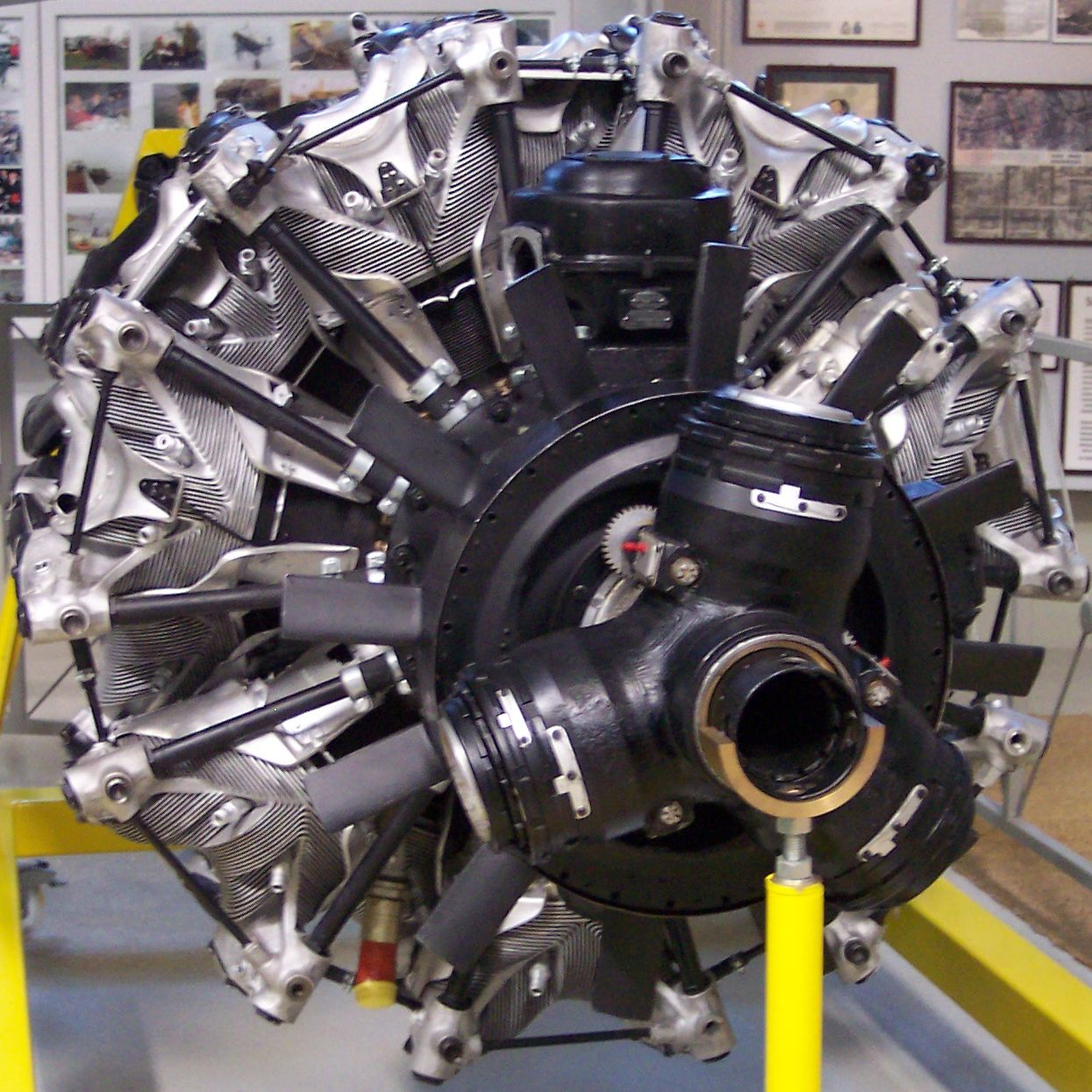
BMW 801.

Las ventas de la empresa allá por 1933 ascendieron a 32,5 millones de Reichsmark (RM), para llegar a los 280 millones de RM en 1939. La fabricación de motores de avión por parte de la nueva subsidiaria "BMW Flugmotorenbau GmbH" tenía lugar en las fábricas nuevas "BMW Flugmotorenfabrik Allach GmbH" y "BMW Flugmotorenfabrik Eisenach GmbH". En 1939 la fabricación de motores de avión contribuyó al resultado con nada menos que 190 millones de RM de las ventas. Con la compra de la fábrica de motores de Siemens en Brandeburgo en 1939, que pasarían a denominarse "BMW Flugmotorenwerke Brandenburg GmbH", y con la fundación de "Niederbarnimer Flugmotorenwerke GmbH" junto con las fábricas de motores de avión de focker dr. Vlll y focker wulf en 1941, BMW continuó su expansión en el sector de los motores de avión hasta llegar al 90 % de las ventas de la empresa. En 1944 la empresa alcanzó unas ventas de 750 millones de RM en ventas y 56 000 empleados, de los cuales aproximadamente la mitad eran trabajadores a la fuerza.
BMW se sirvió de grandes cantidades de trabajadores forzosos y de presos con base en el campo de concentración de Dachau para la producción de motores de avión en la planta de Allach (Planta II).
El motor de avión BMW 801 fue uno de los más importantes de la industria alemana; contaba con 1467 kW (2000 CV) y era un motor doble BMW 801. Se instaló, entre otros modelos, en los aeroplanos Focke-Wulf Fw 190 y Junkers Ju 88. Otros motores de avión de la casa BMW fueron el BMW 132, BMW 802 y el BMW 803. En las plantas más tradicionales de BMW se fabricó el Wehrmachtsgespann (una motocicleta pesada con sidecar para la Wehrmacht), y entre 1937 y 1942 el automóvil 325. Finalmente, tuvieron que producir un vehículo ligero individual según los requisitos de la Wehrmacht de las mismas características que los fabricados por Stoewer y Hanomag.

### Posguerra

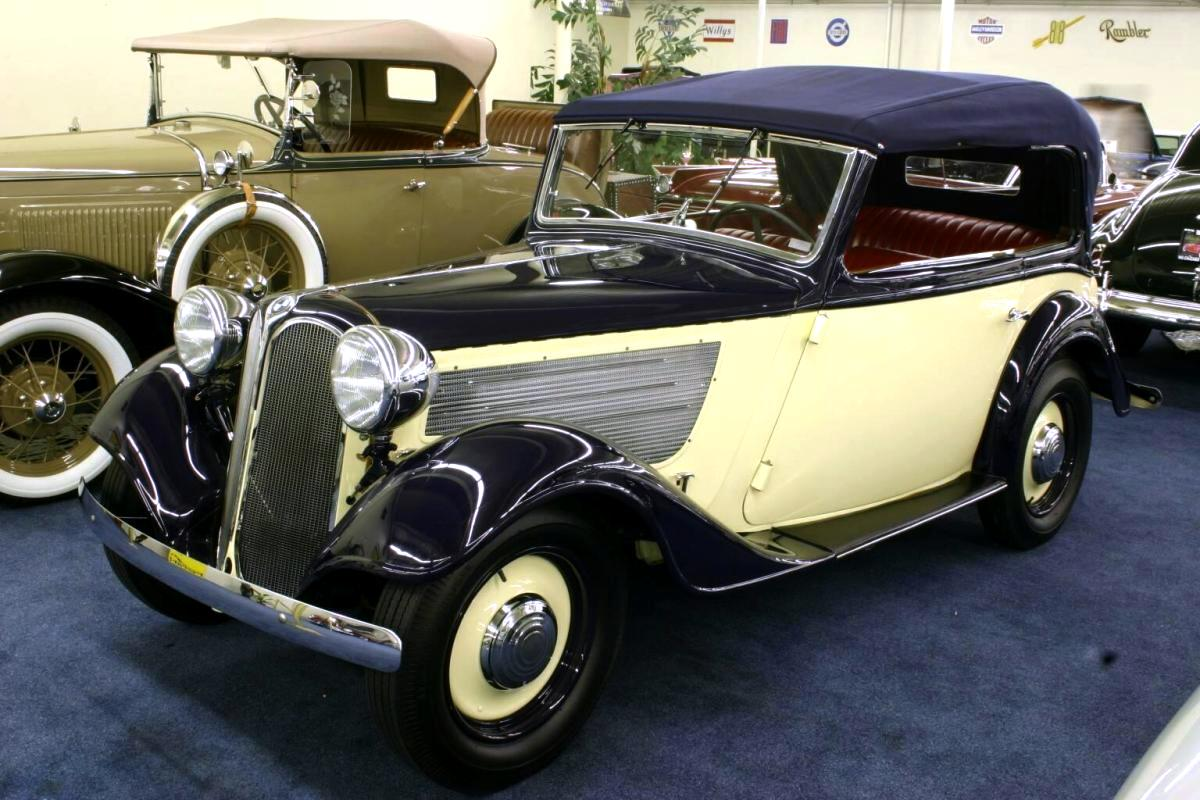
BMW 319/4; construido en 1936.

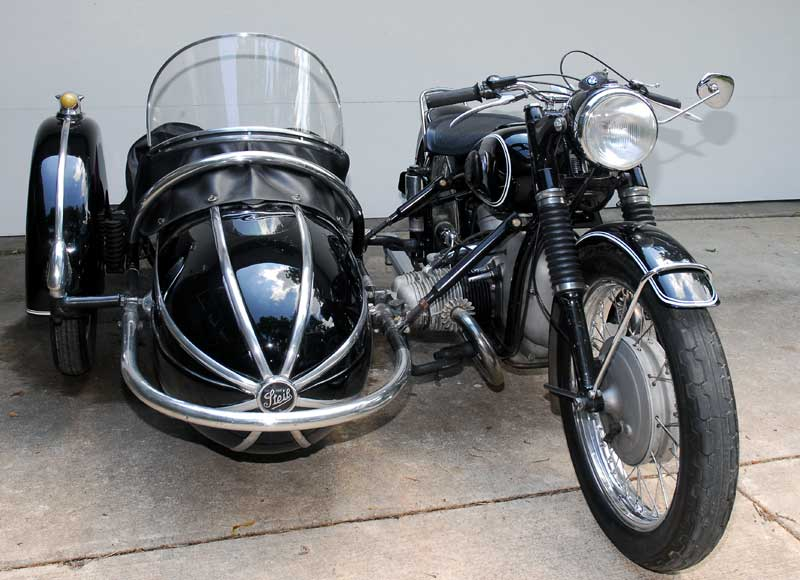
BMW R 68 (1954) con un sidecar de la empresa Steib Metallbau.

En 1945 la tradicional planta en Múnich estaba casi totalmente destruida y la de Automobilwerk Eisenach se hallaba en territorio de la socialista República Democrática Alemana. Debido al hecho de que todas las herramientas de producción se encontraban en la planta de Eisenach, inmediatamente después de la guerra la empresa estaba en condiciones de seguir produciendo los mismos modelos que antes de la guerra bajo la marca "BMW". Dado que BMW en Múnich no estaba dispuesto a que se produjeran vehículos bajo su marca sin tener control alguno sobre la producción, en 1951 consiguieron en el parlamento que se prohibiera a la fábrica de Eisenach que produjeran vehículos bajo el nombre "BMW". Los productos de la fábrica de Eisenach se fabricaron entonces bajo el nombre "EMW". La empresa pasó a denominarse Volkseigener Betrieb (VEB) en 1952. El modelo Wartburg fue fabricado en esas instalaciones.
Hasta entonces nunca se habían producido automóviles en la planta de Múnich y además la planta había sido destrozada por las bombas aliadas. BMW consiguió mantenerse a flote gracias a la fabricación de motocicletas, ollas y frenos. Con anterioridad, la empresa inglesa Bristol Aeroplane Company había inspeccionado la fábrica de BMW y se había llevado los planos de los modelos producidos antes de la guerra. Al cabo de un tiempo, la nueva subsidiaria de la empresa inglesa, Bristol Cars, inició la fabricación de su modelo 400, que resultó ser prácticamente idéntico al BMW 327, incluyendo el famoso frontal en forma de "doble riñón".
Por mandato de las fuerzas de ocupación aliadas, BMW no pudo fabricar vehículos durante 3 años después de la guerra. Finalmente, en 1951 consiguió producir el primer vehículo de la posguerra, el BMW 501, un modelo de lujo inicialmente con motores de 6 cilindros y posteriormente de 8 cilindros en V. Este modelo se ganaría pronto el apodo de Barockengel (del alemán, "Ángel del barroco") por su alargada carrocería. La producción de este vehículo era tan costosa que BMW perdía aproximadamente 4000 DM por cada ejemplar vendido. La situación se agravó debido a las caídas de ventas de motocicletas a mediados de los años 1950. Tampoco el mítico minivehículo Isetta, lanzado en 1955 bajo licencia del consorcio italiano ISO, pudo paliar la crisis económica de la empresa.

### Crisis de finales de los años 1950

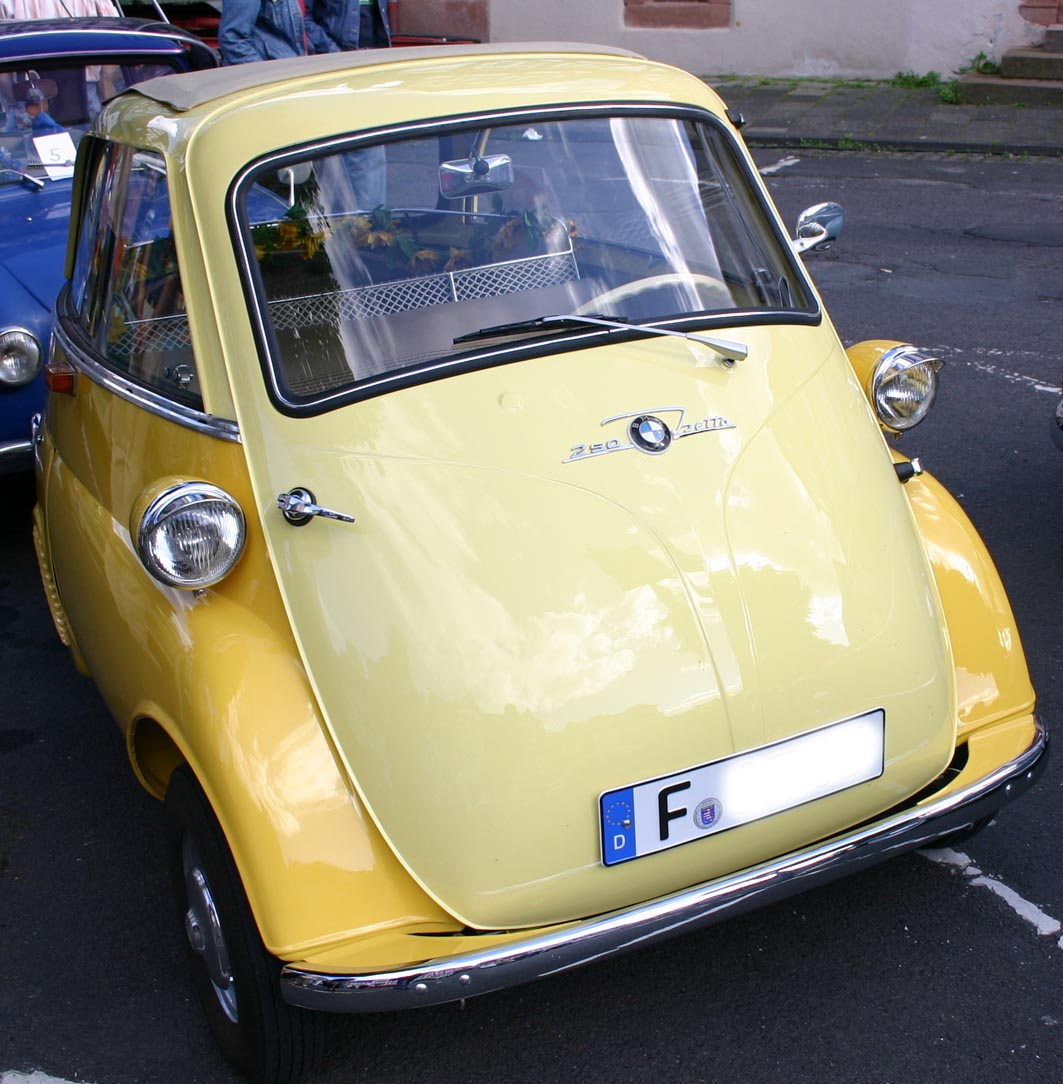
Desde microvehículos...

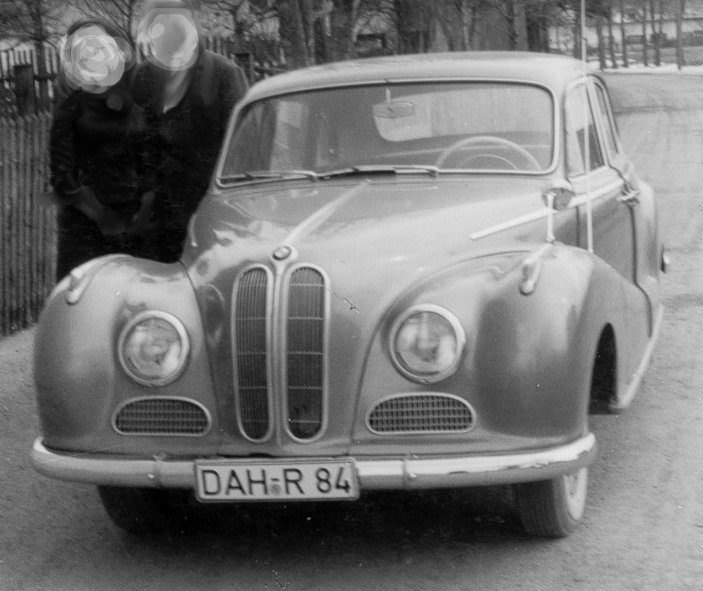
...hasta en vehículos de lujo había un hueco.

Después de arrastrar pérdidas importantes en los años fiscales 1958 y 1959, tuvo lugar una dramática junta de accionistas el 9 de diciembre de 1959. Tanto los consejeros como los miembros del consejo de supervisores, ambos elegidos por el Deutsche Bank, hicieron una oferta para la venta de BMW a Daimler-Benz AG (igualmente con el Deutsche Bank como accionista mayoritario) y los pequeños accionistas fueron casi desposeídos. El destino de BMW parecía sellado, dado que el Deutsche Bank, gracias al derecho de voto por la custodia de acciones, representaba aproximadamente la mitad de las participaciones. Pero las cosas salieron de otra forma: un frente de oposición, representando a la plantilla y al comité de empresa, a los concesionarios de BMW y los pequeños accionistas, consiguieron rechazar la adquisición. Para inclinar la balanza contaron con la ayuda del empresario del carbón Erich Nold y del abogado Dr. Friedrich Mathern. Para ello les bastó el 10 % de los votos. De hecho las cuentas de resultados eran erróneos, ya que se contabilizaron los costes en el año para el desarrollo del nuevo modelo 700. De esta forma pudo evitarse la compra.

### Comienzo de la recuperación y compra deGlas

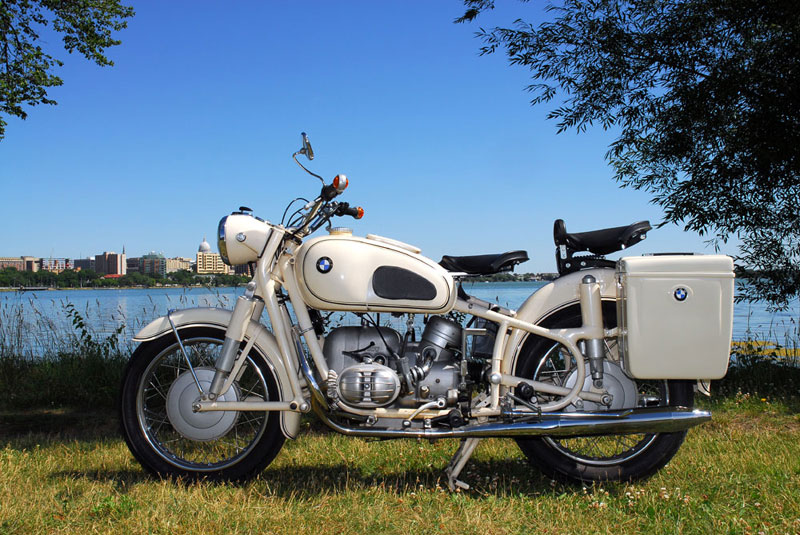
R60/2 (1967).

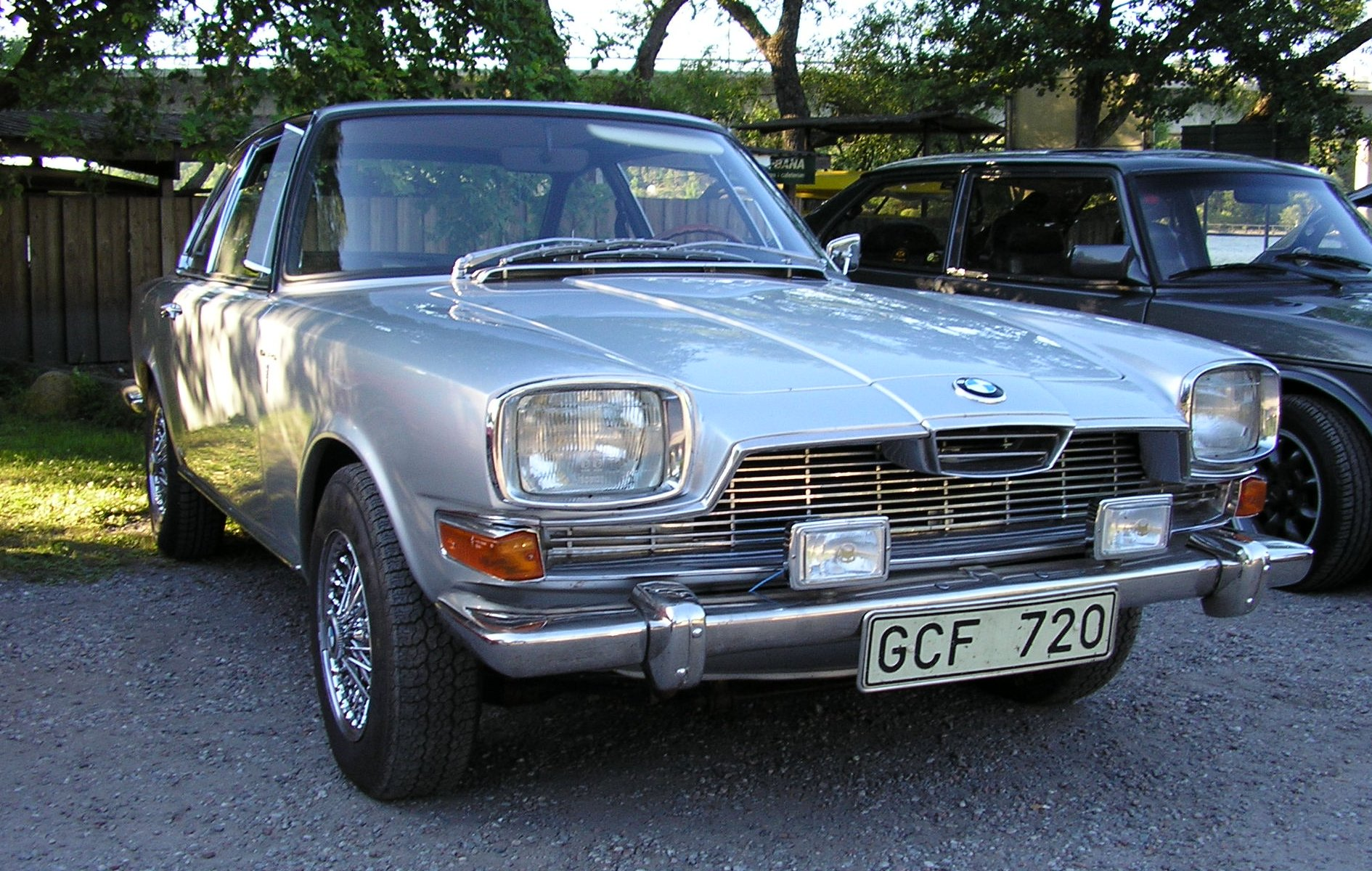
BMW-Glas 3000 del año 1968.

BMW consiguió permanecer independiente, pero seguía faltando urgentemente un modelo para la clase media. Pero, para su desarrollo se precisaba de un dinero que no había. Es entonces cuando surge la figura del empresario Herbert Quandt, quien se declarara dispuesto a inyectar dinero mediante una ampliación de capital, posterior a una reducción de capital. De esta forma consiguió aumentar su participación en la compañía hasta el 60 %, a costa de los bancos que perdieron su influencia en BMW. Gracias a esta operación, y a la venta de la planta de turbinas en Allach, BMW consiguió los medios económicos necesarios para el desarrollo de un nuevo modelo para la clase media. La idea era crear un modelo con carácter sedán con un motor bicilíndrico de motocicleta , para cubrir de esta forma el hueco que había dejado en el mercado el modelo Isabella, debido a la quiebra del fabricante Borgward.
En 1962 se presentó el nuevo BMW 1500, un vehículo de la Nueva Categoría, que, tras algunas dificultades iniciales, tuvo una gran acogida con sus versiones BMW 1800 y BMW 2000, consolidado también con los éxitos cosechados en la competición de Tourenwagen. La recuperación definitiva de BMW llegó en 1966 con el modelo BMW E114 (1602, 1802, 2002 / 2002tii).
En 1967 adquirió la empresa Hans Glas GmbH emplazada en Dingolfing, cerca de Múnich, para transformarse en un centro de producción de BMW. Algunos de los vehículos de Glas fueron producidos durante un tiempo bajo la marca BMW-Glas con el logo de BMW. Cuando estos modelos fueron reemplazados por otros, se dejó de usar el nombre Glas.
El BMW E3 2500, presentado en 1968, denominado posteriormente también 2800, 3,0 SI sorprendió a los profesionales del sector por su silencioso motor y por su potencia.

### Era Kuenheim

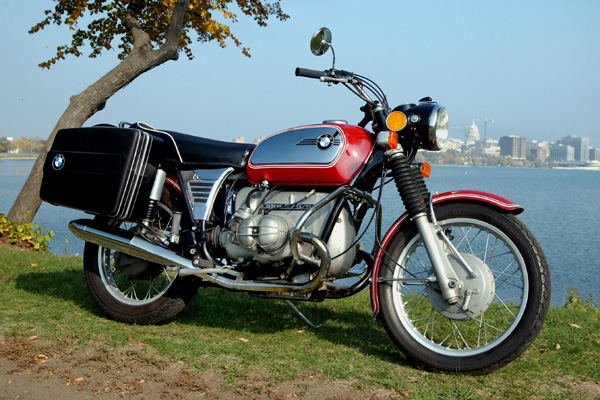
BMW R75/5 (1973 ½).

Entre los años 1970-1993 Eberhard von Kuenheim desempeñó el cargo de consejero delegado. Durante su presidencia se multiplicaron las ventas por 18, gracias a la introducción de diversas líneas de nuevos modelos, hasta los 28 billones de marcos. La producción de automóviles se cuadruplicó y la de motocicletas se triplicó. También la cantidad de empleados creció de 23 000 hasta los 71 000. También se crearon nuevos centros de producción en Alemania (Ratisbona, Spandau), Austria, Sudáfrica y en los Estados Unidos (Spartanburg).
En 1973 se inauguró el Cuatro Cilindros, un edificio de nueva construcción con la forma de cuatro cilindros de motor, situado junto a la Ciudad Olímpica de Múnich, creado por el arquitecto austriaco Karl Schwanzer, para convertirse en el edificio administrativo principal de la empresa. En 1990 se inauguró el Forschungs- und Innovationszentrum (FIZ) (al español, "Centro de Investigación e Innovación"), la "Fábrica de Ideas" de BMW con más de 6000 empleados.

### La debacle de Rover
A comienzos de los años 1990 se creía en BMW que la única forma de permanecer en el mercado era como fabricante en masa. Por este motivo se buscó aumentar la capacidad de producción adquiriendo en 1994 el fabricante inglés Rover Group (Rover, MG y Land Rover). Esta decisión demostró ser desafortunada, y de graves consecuencias económicas. La compra alcanzó un monto de 9 mil millones de marcos y le costó el puesto a Bernd Pischetsrieder, que tuvo que abandonar la empresa.
Desde el principio el trabajo con el grupo Rover fue problemático. La gama de productos desarrolladas en joint venture con Honda resultó ser anticuada y poco atractiva. También el acabado de los vehículos dejaba que desear. Debido a su tradicional diseño y a la reputación de Rover, las cifras de ventas que se esperaban nunca fueron alcanzadas. Además, hubo una competencia interna entre Land Rover y la nueva gama de vehículos todoterreno de BMW (inicialmente el X5). Las pérdidas que registró Rover se vieron agravadas por la devaluación de un 30 % de la libra esterlina respecto al marco alemán entre 1994 y 2000.
Por estos motivos BMW decidió echar el freno, concretamente en 2000, finalizando el proyecto Rover. Rover y MG fue vendido por una suma simbólica de 10 libras esterlinas a 4 inversores británicos, el Phoenix Venture Holdings.
El 17 de marzo de 2000, La marca Land Rover se vendió por un precio considerable al constructor americano Ford. Únicamente Mini permaneció en manos de BMW.

### Historia reciente

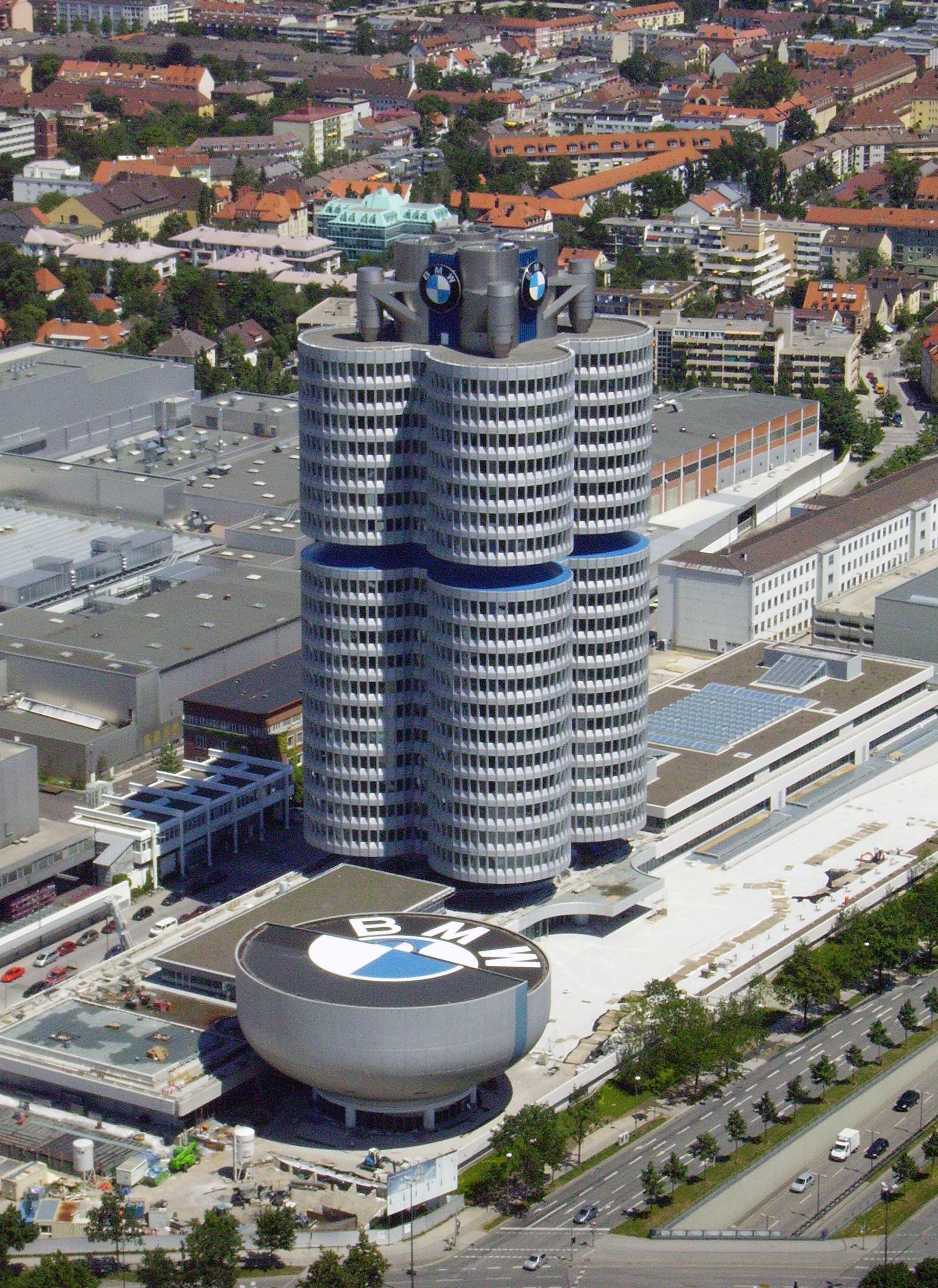
Sede central de BMW en Múnich.

BMW fue introduciendo paulatinamente modelos de nuevo diseño, centrados en las llamadas Serie 3, Serie 5 y Serie 7. También introdujo con la denominación Z1 un modelo deportivo con carrocerías cupé y descapotable, que en la actualidad ha evolucionado hacia tres modelos diferentes, el Z3, que fue sustituido posteriormente por el Z4, y el Z8, este último de gran lujo. En el ámbito de los automóviles, BMW ha desarrollado también vehículos todoterrenos, el primero de ellos fue el X5 (1999), de gran tamaño y lujo, seguido por el X3 (2003), con dimensiones más reducidas que el X5, y recientemente, BMW ha lanzado un SAC (Sport Activity Coupe, clasificación hecha por la misma BMW), llamado X6, este vehículo cuenta con la altura, tamaño de neumáticos y demás características de un todoterreno, pero con proporciones y diseño más cercanos a un deportivo. Con sus desarrollos y mejoras constantes, BMW es uno de los fabricantes mundiales de automóviles pioneros en la aplicación de la más moderna tecnología y electrónica a sus vehículos.
BMW no ha abandonado su vocación por las motocicletas y fabrica actualmente una gama amplia, que incluye motos de carretera de alta y media cilindrada, así como motos todoterreno. En los últimos años ha presentado también un scooter totalmente innovador, el C1, que dispone de una estructura sólida por encima de la cabeza del conductor y de un cinturón de seguridad, lo cual permite prescindir del casco. El éxito de este scooter es todavía dudoso, pero su desarrollo demuestra una vez más que BMW rompe barreras cuando se trata de innovar.

### Motocicletas Husqvarna
En julio de 2007 Husqvarna fue adquirida por el grupo BMW por un monto de 93 millones de euros. La división de motocicletas de BMW, BMW Motorrad ha conservado desde entonces la independencia de la empresa. El desarrollo, las ventas y la producción se han mantenido en Varese. En el año 2013 Husqvarna fue vendida a Stefan Pierer (director ejecutivo de KTM), concretamente a su empresa Pierer Industrie AG.

## Logotipo
El conocido logotipo blanco y azul de BMW se creó en 1917, cuando la empresa aún se dedicaba a la fabricación de motores de avión y simboliza la bandera del Estado Libre de Baviera (no simbolizaba una hélice en movimiento sobre un cielo azul). En un anuncio de BMW de 1929 se muestra el emblema con los cuartos de color sobreimpreso encima de una hélice en movimiento. De ahí nació la interpretación de que el logo de BMW representa una hélice.

## Hechos cronológicos relevantes
- 1916: Fundación de Bayerische Flugzeugwerke AG (BFW).
- 1917: Rapp-Motorenwerke se renombra en Bayerische Motoren Werke GmbH.
- 1918: Conversión a sociedad anónima (Aktiengesellschaft). Franz Josef Popp es nominado primer mandatario de BMW.
- 1922: Bayerische Flugzeugwerke dan lugar a BMW.
- 1923: Fabricación de la primera motocicleta.
- 1928: Compra del fabricante de automóviles VEB Automobilwerk Eisenach.
- 1929: Fabricación del primer automóvil, el BMW 3/15 PS (conocido también como AM1) en Eisenach.
- 1934: Segregación de la división de motores de avión en BMW Flugmotorenbau GmbH.
- 1944: La planta de Múnich es arrasada por las bombas de aviones aliados.
- 1945: BMW obtiene el permiso para reparar vehículos militares norteamericanos y para la fabricación de motocicletas, a la vez se desmantelan las plantas de Múnich y Allach.
- 1948: Primera motocicleta de la posguerra.
- 1959: Junta general histórica en la que se evita la compra por parte de Daimler Benz.
- 1960: BMW cuenta con 7000 trabajadores y alcanza unas ventas anuales de 239 millones de marcos.
- 1961: El legendario Paul-G. Hahnemann es nombrado responsable de ventas.
- 1962: Karl-Heinz Sonne es nombrado consejero delegado.
- 1963: Por primera vez se reparte dividendo.
- 1965: El eslogan en Alemania "Aus Freude am Fahren" (Conducir por ilusión), y a partir de 1969 "Freude am Fahren" (Diversión en conducir) se hacen populares.
- 1967: Compra de la empresa automovilística Hans Glas GmbH en Dingolfing para integrarla en la red de producción de BMW.
- 1967: Fundación de la planta de motocicletas en Spandau, cerca de Berlín.
- 1969: Traslado de la división de motocicletas a Berlín. BMW cuenta con 21 000 empleados y unas ventas anuales de 1,5 mil millones de marcos.
- 1970: Eberhard von Kuenheim es nombrado consejero delegado, cargo que ocuparía durante 23 años. Se crea la Herbert Quandt Stiftung (Fundación Herbert Quandt).
- 1972: Construcción del emblemático edificio administrativo "Cuatro Cilindros de BMW", en Múnich.
- 1972: Se construye la planta de producción en Rosslyn, Sudáfrica.
- 1973: Se construye una nueva planta en Landshut, cerca de Múnich.
- 1978: Se presenta un BMW Serie 5 alimentado con hidrógeno en colaboración con el Deutsches Zentrum für Luft- und Raumfahrt ("Centro Alemán de Aeronáutica y Astronáutica"). BMW cuenta ya con 30 000 empleados y unas ventas anuales de 6 mil millones de marcos.
- 1979: Se inaugura la planta de motores en Steyr, Austria.
- 1984: Se inaugura la planta de motocicletas en Spandau, cerca de Berlín.

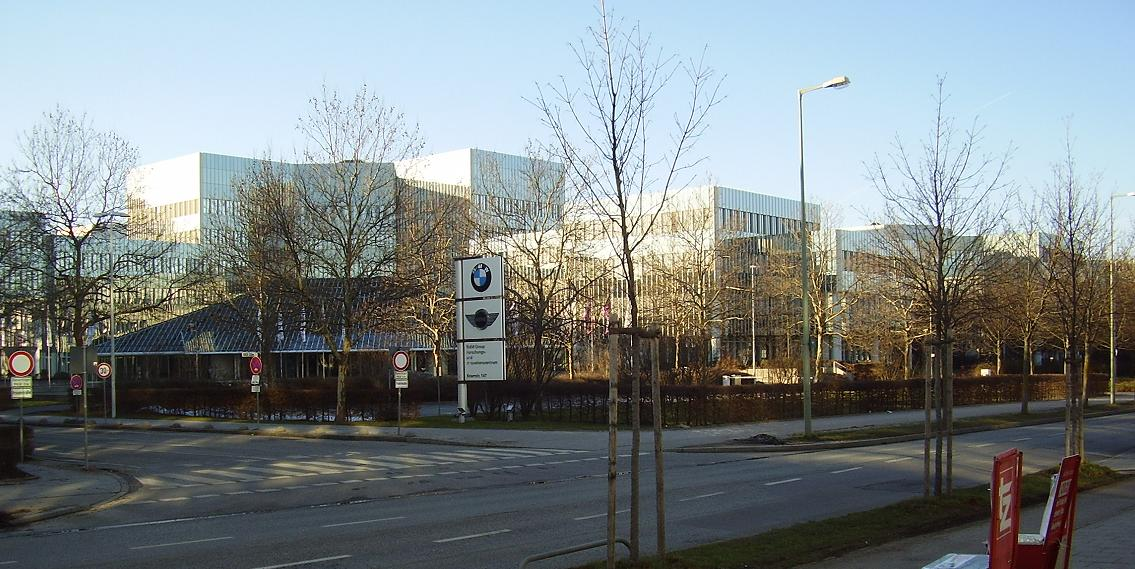
El FIZ, "Centro de Investigación e Innovación".

- 1985: Comienza la construcción del Forschungs- und Innovationszentrum, FIZ (Centro de Investigación e Innovación).
- 1985: Se crea la empresa BMW Technik GmbH para el pre-desarrollo de productos.
- 1987: Se inaugura la planta de vehículos en Ratisbona.
- 1990: Inauguración oficial del FIZ. BMW cuenta con 70.900 empleados y unas ventas anuales de 27,1 mil millones de marcos.
- 1992: Se inaugura la planta norteamericana en Spartanburg (Carolina del Sur).
- 1993: Bernd Pischetsrieder es nombrado consejero delegado.
- 1994: Se compra el grupo Rover incluyendo las marcas MG y Land Rover.
- 1997: Nace en Reino Unido Alphabet Fleet Management, proveedor de Movilidad Corporativa del Grupo BMW.
- 1999: BMW cierra un contrato con la empresa rusa "Autotor" en Kaliningrado para la fabricación de automóviles.
- 1999: Joachim Milberg es nombrado consejero delegado.

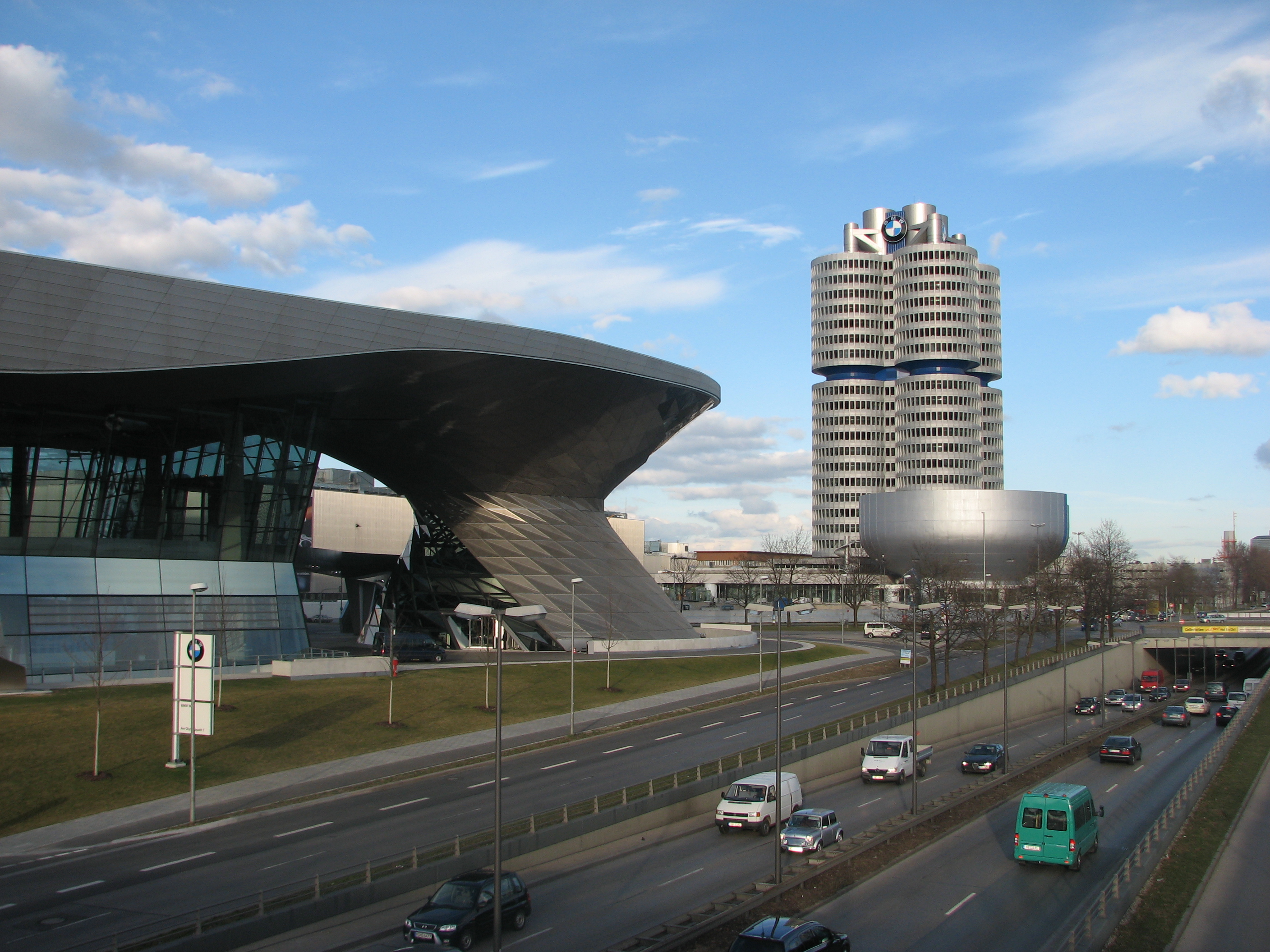
BMW Welt y el "Cuatro Cilindros" en Múnich.

- 2000: Se crea la Eberhard-von-Kuenheim-Stiftung (fundación Eberhard von Kuenheim).
- 2000: Se inaugura la planta Completely Knocked Down en Tailandia.
- 15 de marzo de 2000: Se cierra la venta de MG y Rover a investores británicos.
- 17 de marzo de 2000: Se cierra la venta de Land Rover al americano Ford.
- 2001: Se inaugura la planta de motores en Hams Hall, Inglaterra, Reino Unido.
- 2002: Helmut Panke es nombrado consejero delegado. Comienza la construcción de la planta de vehículos en Leipzig.
- 2003: Se adquiere el derecho legal de la marca Rolls-Royce. Se crea una Joint Venture  para la producción y venta de vehículos con la empresa Brilliance China Automotive Holding en China
- 2004: Se anuncia el lanzamiento al mercado de un vehículo alimentado con nitrógeno.
- 2004: Comienza la construcción del BMW Welt (Mundo BMW), un centro para la entrega de vehículos, situado frente al "Cuatro Cilindros" en Múnich.
- 2005: Inauguración oficial de la planta en Leipzig.
- 2005: Inauguración del nuevo centro logístico en Gaubitzhausen, cerca de Dingolfing.
- 2006: Norbert Reithofer es nombrado consejero delegado.
- 2007: Se inaugura la planta CKD en Chennai, India. La división de motocicletas de BMW adquiere Husqvarna motocicletas. Se inaugura el BMW Welt.

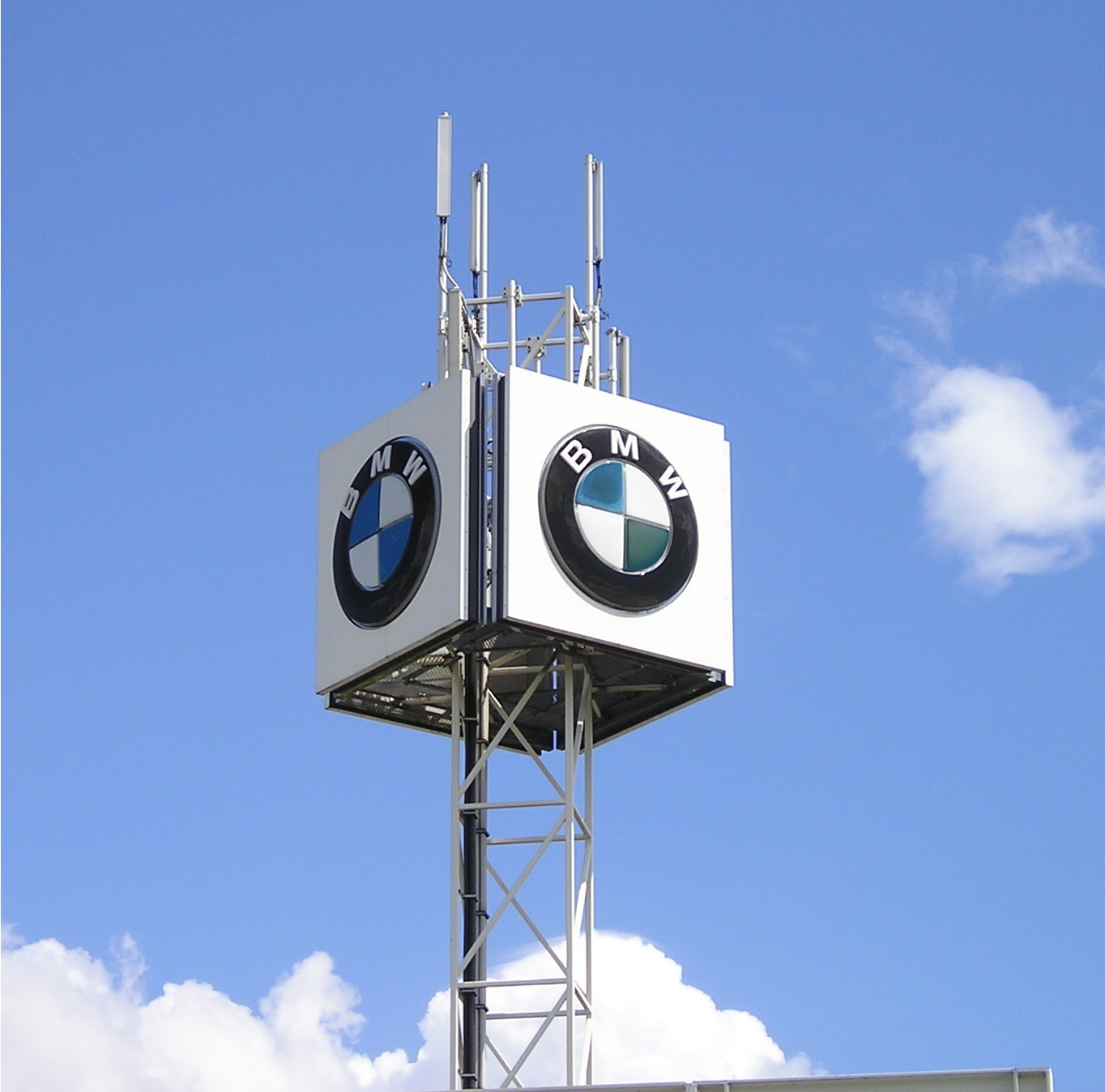
BMW logo.

- 2008: Nueva apertura del BMW-Museum ("Museo BMW") en Múnich tras 4 años de remodelaciones.
- 2012: Ampliación de la cooperación con Toyota.[11]
- 2013: Venta de Husqvarna Motorcycles a Pierer Industrie, el propietario de KTM AG.[12]
- 2013: Fundación de la marca china de automóviles Zinoro en el marco de la Joint Venture con el fabricante chino Brilliance China Auto.[13]
- 2015: Harald Krüger reemplaza a Norbert Reithofer como nuevo presidente del consejo de administración.
- 2016: BMW celebra el centenario desde su fundación y anuncia una alianza con Intel y Mobileye con el fin de comenzar en 2021 la producción en serie de un vehículo autónomo.[14][15]
- 2018: Junto con el fabricante de automóviles chino Great Wall Motor Company Limited se funda un joint venture con el nombre Spotlight Automotive Ltd. y con sede en Zhangjiagang con el propósito de desarrollar y producir vehículos eléctricos.[16]
- 2019: Oliver Zipse reemplaza a Harald Krüger al frente del consejo de administración.

#### Presidentes del consejo de administración de BMW
Las siguientes personas han sido presidentes del consejo de administración de Bayerische Motoren Werke AG a lo largo de la historia:
- 1922–1942: Franz Josef Popp
- 1942–1944: Fritz Hille
- 1948–1957: Hanns Grewenig
- 1957–1960: Heinrich Richter-Brohm
- 1962–1965: Karl-Heinz Sonne
- 1965–1969: Gerhard Wilcke
- 1970–1993: Eberhard von Kuenheim
- 1993–1999: Bernd Pischetsrieder
- 1999–2002: Joachim Milberg
- 2002–2006: Helmut Panke
- 2006-2015: Norbert Reithofer
- 2015-2019: Harald Krüger[17]
- Desde 2019: Oliver Zipse

### Cronología del lanzamiento de productos
- 1917: Motor de avión de altura III a, motor en línea de 6 cilindros, 19 litros, refrigerado con agua, 136 kW (185 CV).
- 1918: Motor de avión de altura IV, motor en línea de 6 cilindros, 22,9 litros, refrigerado con agua, 184 kW (250 CV).
- 1919: Motor para vehículo pesado M4 A1, motor en línea de 4 cilindros, 8000 cm³, árbol de levas en la parte superior, 44 kW (60 CV).
- 1920: Motor para barcos M4 A12, motor en línea de 4 cilindros, 8000 cm³, árbol de levas en la parte superior y con un mecanismo de inversión para el cambio de sentido de giro, 44 kW (60 CV).
- 1921: Motor compuesto para automóviles, motor en línea de 4 cilindros, 8000 cm³, árbol de levas en la parte superior, transmisión de dos marchas, 44 kW (60 CV).
- 1922: Pequeño motor M2 B15, Motor "boxer" de 2 cilindros, 500 cm³, primera fabricación en serie de un motor "boxer", 4,8 kW (6,5 CV).
- 1923: Motocicleta R 32 con un motor "boxer" con dos cilindros montados horizontalmente en ambos lados, 500 cm³, transmisión de 3 marchas, transmisión cardán, con un marco de tubos de acero dobles (primera motocicleta de este tipo), 6,25 kW (8,5 CV).
- 1924: Producción en serie del avión de motor de 6 cilindros IV, 22,9 litros, entonces con 228 kW (310 CV).
- 1925: Motocicleta R 37 con motor "boxer" de dos cilindros de acero controlados por la parte superior, 500 cm³, 12 kW (16 CV).
- 1925: Motocicleta R 39 con motor de un cilindro, 250 cm³, 4,8 kW (6,5 CV), primer motor de un único cilindro de BMW.
- 1926: Motor de aviación V, 6 cilindros en línea, 24,3 litros, 235 kW (320 CV), primer montaje en bloque.
- 1926: Motor de aviación V a, 6 cilindros en línea, 22,9 litros, 235 kW (320 CV).
- 1926: Motor de aviación VI, 12 cilindros en V, 60 grados, 46,9 litros, 405 kW (550 CV), fue el motor de aviación refrigerado con agua más producido por BMW.
- 1926: Motocicleta R 42 con motor "boxer" de dos cilindros, 500 cm³, 8,8 kW (12 CV).
- 1927: Motor de aviación VII a, 12 cilindros en V a 60 grados, 46,9 litros, 441 kW (600 CV).
- 1927: Motocicleta R 47 con motor "boxer" de dos cilindros, 500 cm³, 13 kW (18 CV).
- 1928: Motor de aviación VIII U 6 cilindros en línea, 22,9 litros, 390 kW (530 CV), con transmisión en la parte inferior.
- 1928: Motor de aviación "BMW-Hornet", motor de estrella de 9 cilindros, 27,7 litros, 386 kW (525 CV), refrigerado con aire (bajo licencia).
- 1928: Motocicleta R 52 con motor "boxer" de dos cilindros, 500 cm³, 8,8 kW (12 CV).
- 1928: Motocicleta R 57 con motor "boxer" de dos cilindros, 500 cm³, 13 kW (18 CV).
- 1928: Motocicleta R 62 con motor "boxer" de dos cilindros, 750 cm³, 13 kW (18 CV) (primer vehículo con motor de 750 cm³).
- 1929: Primer automóvil BMW con motor de cuatro cilindros, 750 cm³, 11 kW (15 CV), bajo licencia.
- 1929: Motocicleta R 63 con motor "boxer" de dos cilindros, 750 cm³, 18 kW (24 CV).
- 1930: Motor de aviación X a, motor de estrella de 5 cilindros, 2,9 litros, 50 kW (68 CV), refrigerado con aire.
- 1930: Motocicleta R 11 con motor "boxer" de dos cilindros, 750 cm³, 15 kW (20 CV), primer marco de acero prensado.
- 1930: Motocicleta R 16 con motor "boxer" de dos cilindros, 750 cm³, 24 kW (33 CV).
- 1931: Motor de aviación VIII, 6 cilindros en línea, 22,9 Litros, 390 kW (530 CV).
- 1931: Motor de aviación IX, 12 cilindros en V a 60 grados, 46,9 Litros, 588 kW (800 CV).
- 1931: Motocicleta R 2 con motor de un único cilindro, 200 cm³, 4,4 kW (6 CV).
- 1932: Automóviles AM1 hasta AM4 con 4 cilindros en línea, 795 cm³, 14,7 (20 CV), primera construcción propia.
- 1932: Motocicleta R 4 con motor de un único cilindro, 400 cm³, 10 kW (14 CV).
- 1933: Motor de aviación 132 "BMW Hornet", Series 1 y 2, motor en estrella de 9 cilindros.
- 1933: Vehículo con 3 ruedas y motor de un cilindro, 200 o 400 cm³, 4,4 oder 10 kW (6 o. 14 CV), transmisión cardán.
- 1933: Automóvil 303 de 6 cilindros en línea, 1175 cm³, 22 kW (30 CV), primer automóvil BMW con motor de 6 cilindros.
- 1934: Motor de aviación 132 Dc, motor en estrella de 9 cilindros, 27,7 litros, 625 kW (850 CV).
- 1934: Automóvil 309 con motor de 4 cilindros en línea, 875 cm³, 16 kW (22 CV).
- 1934: Automóvil 315 con motor de 6 cilindros en línea, 1.490 cm³, 25 kW (34 CV).
- 1935: Automóvil 315/1 con motor de 6 cilindros en línea, 1.490 cm³, 29 kW (40 CV).
- 1935: Automóviles 319 y 319/1 con motor de 6 cilindros en línea, 1.911 cm³, 33 o 40 kW (45 o. 55 CV).
- 1935: Automóvil 320 con motor de 6 cilindros en línea, 1975 cm³, 33 kW (45 CV).
- 1935: Motocicleta R 12 con motor "boxer" de dos cilindros, 750 cm³, 20 PS.
- 1935: Motocicleta R 17 con motor "boxer" de dos cilindros, 750 cm³, 24 kW (33 CV), (Introducción del amortiguador telescópico para las ruedas delanteras in cuadro de acero prensado).
- 1936: Automóvil 326 con motor de 6 cilindros en línea, 1975 cm³, 38 kW (50 CV), con amortiguación de la barra de torsión en el eje trasero.
- 1936: BMW 328 Sport con motor de 6 cilindros en línea, 1975 cm³, 59 kW (80 CV).

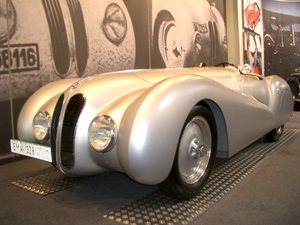
BMW 328 Mille Miglia.

- 1936: Automóvil 329/cabrio con motor de 6 cilindros en línea, 1975 cm³, 33 kW (45 CV).
- 1936: Motocicleta R 3 con motor de un cilindro, 300 cm³, 8,1 kW (11 CV).
- 1936: Motocicleta R 20 con motor de un cilindro, 200 cm³, 5,9 kW (8 CV).
- 1936: Motocicleta R 5 con motor "boxer" de dos cilindros, 500 cm³, 18 kW (24 CV).
- 1936: Motocicleta R 6 con motor "boxer" de dos cilindros, 600 cm³, 13 kW (18 CV), (Nueva introducción del marco de tubos de acero dobles).
- 1937: Automóvil 327 cupé y descapotable con motor de 6 cilindros en línea, 1975 cm³, 40 kW (55 CV).
- 1937: Todoterreno 325 con motor de 6 cilindros en línea, 1975 cm³, 38 kW (50 CV), dirección y tracción en todas las ruedas (en contraste con la dirección del eje delantero y tracción únicamente trasera).
- 1937: Motocicleta R 35 con motor de un cilindro, 350 cm³, 10 kW (14 CV).
- 1938: Motocicleta R 51, R 61, R 66, R 71 con motor "boxer" de dos cilindros, por primera vez con rueda trasera amortiguada (amortiguación recta).
- 1939: Comienzo del desarrollo del reactor BMW 003 para el avión caza Me 262.
- 1940: Producción en serie del motor de aviación BMW 801 para el avión caza Focke-Wulf Fw 190.
- 1940: Motocicleta R 75 con sidecar.
- 1955: Automóvil deportivo BMW 507, con carrocería "italiana", con motor de 8 cilindros en V para el mercado estadounidense, se construyeron 258 unidades.
- 1961: Presentación del BMW 1500 ("Nueva categoría") en la feria IAA, primer vehículo de la era dorada de BMW.
- 1965: BMW 700 LS cupé (foto a la derecha).
- 1966: Presentación del BMW 1600-2, dos años después saldría al mercado el legendario BMW 2002.
- 1973: La tecnología turbo comienza a producirse en serie (2002 turbo).
- 1980: Con el R 80 G/S sería la primera producción en serie de una motocicleta de enduro apta para largos recorridos (en alemán se conocen como Reiseenduro)El modelo tuvo una gran acogida asegurando la producción de motocicletas por parte de BMW.
- 1983: Línea de motocicletas K 100 con motor en línea de cuatro cilindros transversales, 1000 cm³, 90 PS.
- 1985: Línea de motocicletas K 75 con motor en línea de tres cilindros transversales, 750 cm³, 55 kW (75 CV).
- 1987: Presentación del primer automóvil en serie de 12 cilindros (BMW M70) de la posguerra, el BMW E32 750i.
- 1989: Comienza la producción del futurista roadster BMW Z1 del que se produjeron exactamente 8000 unidades en dos años.
- 1991: Introducción de las luces xenón en el sector del automóvil en la serie 7 (E32).
- 1994: Reemplazo del tradicional motor "boxer" de dos cilindros y dos válvulas para motocicletas por un agregado de cuatro válvulas para cumplir con las directivas de emisión de CO2.
- 1994: Con el compacto E36 de sencilla construcción y costes reducidos BMW entra en el sector de la clase de compactos.
- 1994: La serie E32 es reemplazada por una nueva serie 7 (E38). Inicialmente con motores de 6 y 8 cilindros. Primer navegador integrado en el vehículo con las siguientes funciones: navegación, DSP, televisión, radio y ordenador de a bordo.
- 1995: Presentación del Z3 en la película de James Bond "GoldenEye".
- 1998: El primer Sports Activity Vehicle (todoterreno deportivo) de BMW, el X5 sale al mercado.
- 2001: Introducción del concepto electrónico de manejo iDrive en la serie 7 (E65/66).
- 2002: El roadster Z4 sale al mercado.
- 2004: Se introduce el primer BMW Serie 1.
- 2006: En el Salón del automóvil de Ginebra se presenta el nuevo motor turbo de BMW. Tiene una potencia de 306 CV y una cupla máxima de 400 Nm.
- 2006: Se presenta el Z4 cupé.
- 2006: El nuevo BMW X5 ofrece hasta 7 siete asientos.

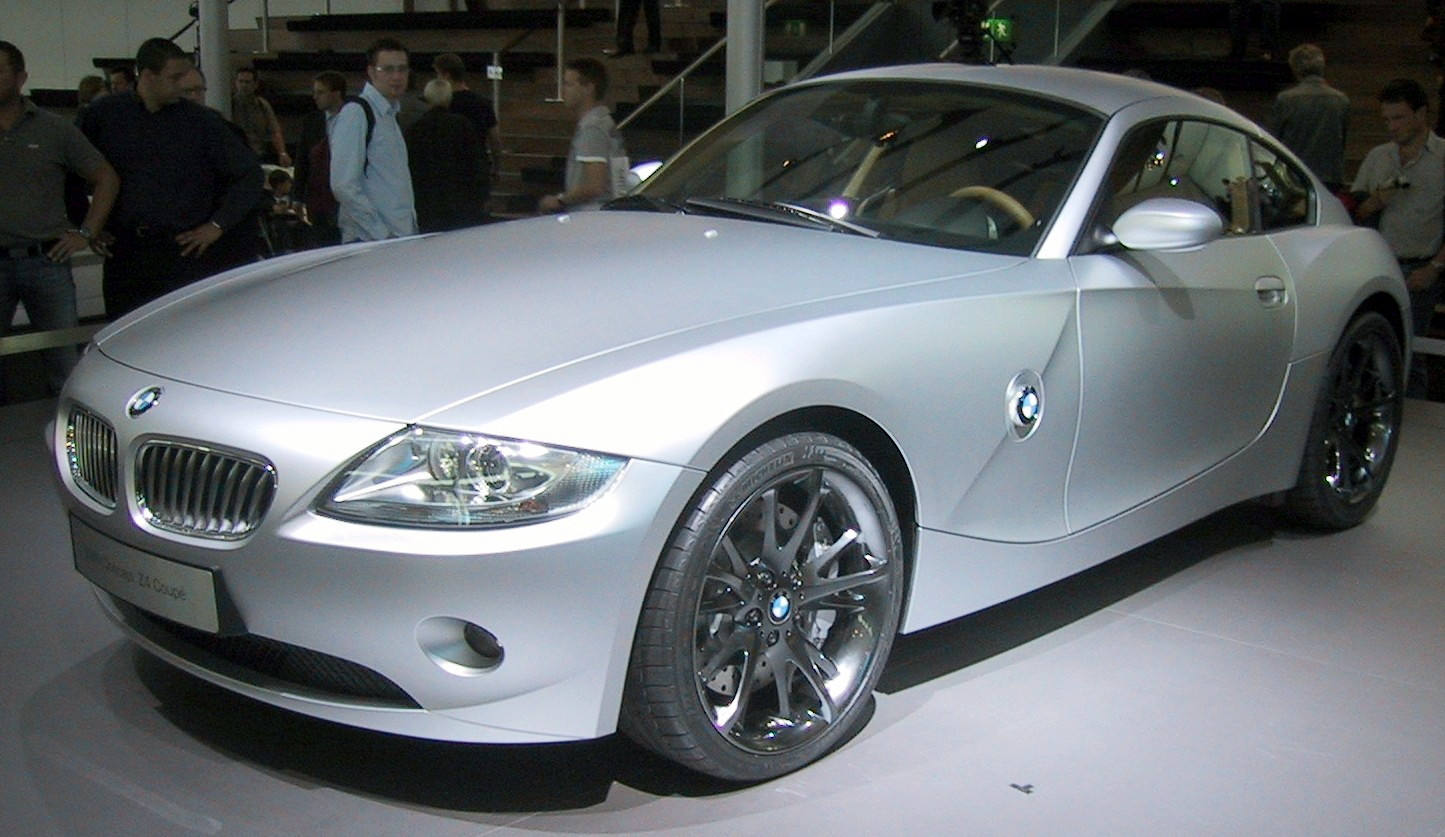
bmw z4 cupé

- 2007: La versión de hidrógeno de la serie 7 se fabrica en serie de forma limitada.
- 2007: La serie 3 cabrio sale al mercado, por primera vez, con cubierta de metal ligero de tres piezas.
- 2007: Se amplía la serie 1 con una variante de 3 puertas, un cupé y un descapotable.
- 2008: Sale al mercado el X6, el primer todoterreno cupé abriendo un nuevo nicho en el mercado.
- 2008: Facelift de la Serie 3.
- 2008: Se presenta el BMW Concept X1 en el Salón del Automóvil de París.
- 2008: Se presenta la Serie 7.
- 2009: Se presenta un nuevo segmento de vehículo, la Serie 5 Gran Turismo.[18]
- 2009: Se lanza oficialmente el BMW X1[19]

- 2009: Se presenta oficialmente el nuevo Z4.
- 2009: Presentación mundial de la serie 5 Gran Turismo, X1 y Concept Vision Efficient Dynamics en el IAA de Fráncfort.
- 2009: Persentación de la nueva serie 5 (F10).
- 2010: Presentación mundial de BMW Concept ActiveE en la NAIAS.
- 2010: Facelift de las versiones cabrios y cupé de la serie 3, así como de los X5 y X6.
- 2010: Presentación mundial del BMW Gran Cupé.
- 2011: Presentación en la IAA de la nueva serie 1 (F20).
- 2011: Presentación oficial de la nueva serie 3 (F30).
- 2012: Lanzamiento de la serie 4 cupé (F32).[20]
- 2013: Presentación oficial de la serie 3 Gran Turismo.
- 2013: Presentación oficial de la versión cupé del SUV X4, una variante de tamaño más reducido que el X6.[21]
- 2013: Presentación en Londres, Pekín y Nueva Yorl del vehículo eléctrico BMW i3 (I01), el primer vehículo producido en serie con una cabina de polímero reforzado con fibra de carbono (CFK).[22]
- 2013: Presentación del deportivo híbrido eléctrico enchufable BMW i8.[23]
- 2014: Introducción de la serie BMW 4 Gran Cupé (F36).[20]

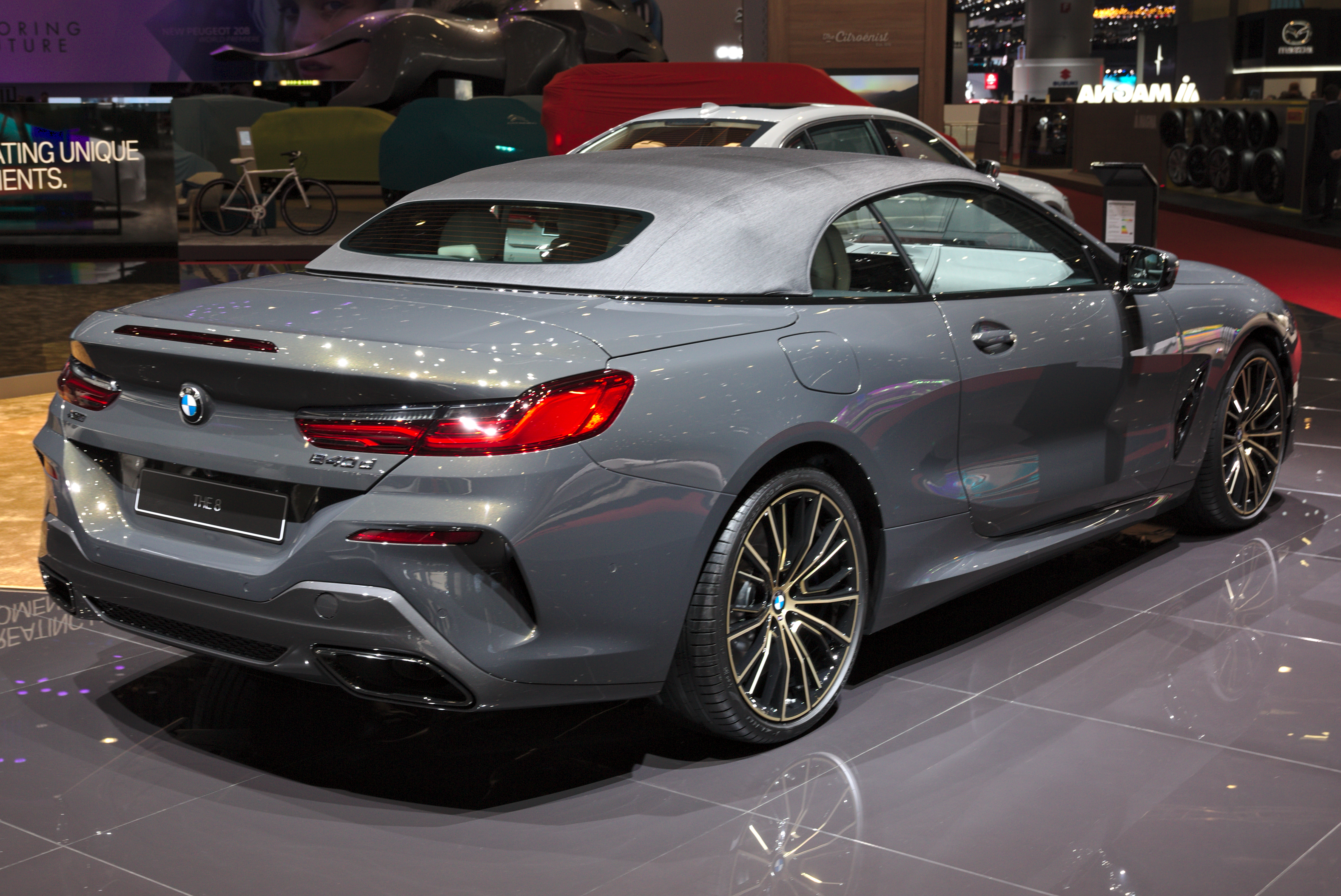
BMW 8 Cabrio (2018)

- 2015: Se muestra el BMW 5 GT con pila de combustible del Toyota Mirai, con un eje trasero de propulsión eléctrica de 180 kW (245 PS).[24]
- 2015: Presentación de la serie 7 (G11) en la IAA.
- 2016/7: Presentación de la renovada serie 5 (G30/G31).
- 2017: Presentación del concepto de la serie 8 cupé.[25]
- 2017: Presentación en la IAA de la nueva generación del X3 (G01), con un coeficiente de arrastre de 0,29.[26]
- 2017: Presentación del i8 Roadster en el LA Auto Show.
- 2018: Introducción en serie del X2 (F39)[27] y de la nueva generación del X4 (G02).[28] En el salón del Automóvil de Pekín se presenta por primera vez el concepto eléctrico BMW iX3, que supondría la introducción de la quinta generación de tracción eléctrica de la marca.[29]
- 2018: Presentación de la tercera generación del Z4.[30]

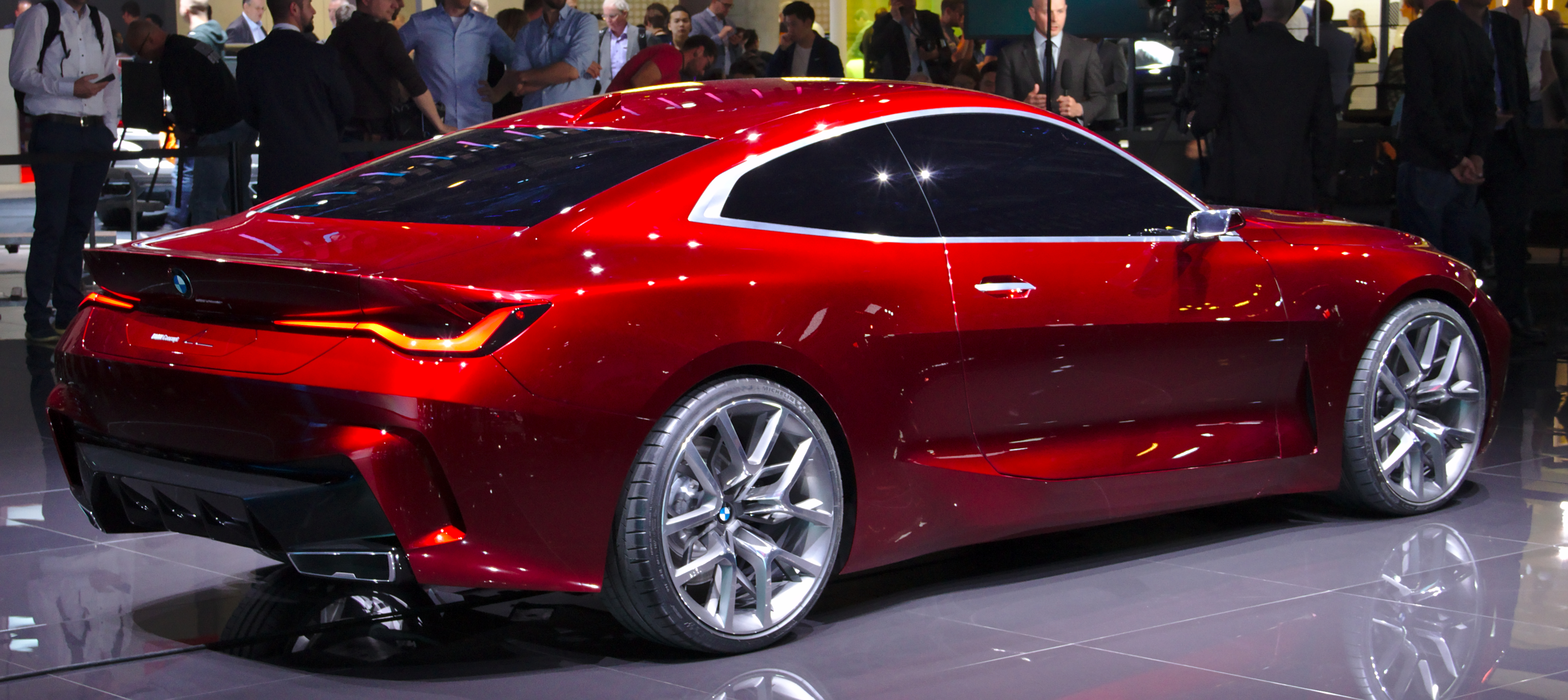
Concept 4

- 2018: Presentación en el salón de París de la séptima generación de la serie 3 berlina, que estaría disponible en los concesionarios un año después, y del nuevo X5.[31][32]
- 2018: Presentación del X7, el hasta entonces SUV de BMW de mayor tamaño[33] y de la serie 8 cabrio.[34]
- 2019: Presentación en la IAA de la tercera generación de la serie 1 así como un adelanto de la nueva serie 4 cupé de dos puertas.[35]
- 2020: En el salón de Ginebra BMW tenía intención de presentar el nuevo BMW i4, pero debido al impacto de la pandemia del COVID-19 se canceló el evento y por eso se presentó el BMW Concept i4 en internet. Sería también el primer modelo con el nuevo logotipo de BMW en el que el anillo exterior ya no era negro sino del color del vehículo.[36]
- 2020: Presentación de la BMW R 18 una crucero en diseño retro con un motor bóxer de 1,8l.[37]

## Gama de productos

### Automóviles

#### Historia

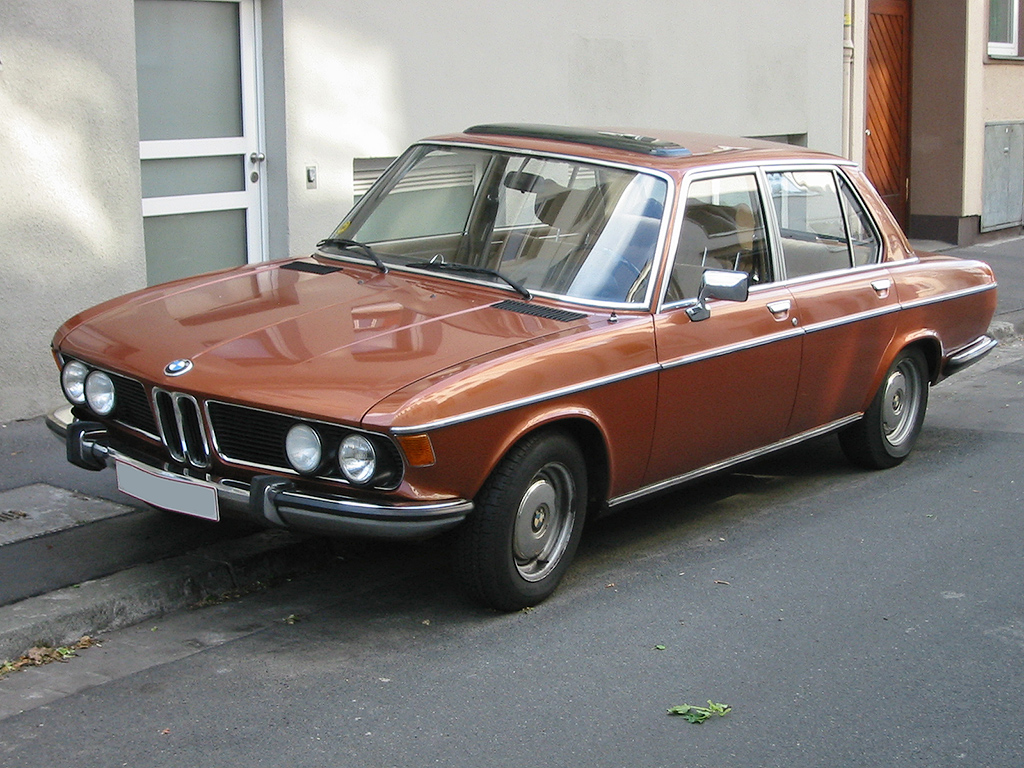
BMW 2500.

La historia de la división de automóviles de BMW comenzó en 1928 con la compra de la empresa automovilística VEB Automobilwerk Eisenach por parte de Bayerische Motoren Werke AG. En 1929 BMW produjo el BMW 3/15 PS, su primer automóvil bajo licencia de Austin Seven en la recién adquirida fábrica en Eisenach. Otros modelos conocidos antes de la Segunda Guerra Mundial fueron, entre otros, el BMW 315, el BMW 319, el BMW 326 y el BMW 328. Durante la Segunda Guerra Mundial (concretamente desde 1941) no se fabricaron automóviles.

##### Postguerra
Tras la guerra, y tras algunos retrasos, en 1951 comienza la producción, esta vez en Múnich, del BMW 501. Durante los años 50 se fabricaron además los modelos 503, 507 y el  3200 CS (conocido como cupé Bertone). Estos vehículos de gran peso eran técnicamente avanzados, pero también relativamente caros y no se vendieron muchas unidades. El primer gran éxito de ventas fueron los vehículos de reducido tamaño: el 600, el 700 y el famoso Isetta.
En la fábrica de Eisenach, en lo que antes era la República Democrática Alemana, se siguieron produciendo vehículos con el logo de BMW hasta 1951], y después bajo la insignia EMW de Automobilwerk Eisenach. Concretamente el modelo BMW/EMW 327 y el BMW/EMW 3403, de nueva creación. Este último sin los típicos riñones de BMW. A partir de 1956 se produjo el Wartburg.
Con la introducción de la, por aquel entonces denominada, "Nueva Clase" en 1961 se comenzó a utilizar la cilindrada del motor como denominación de los diferentes modelos, aunque en algunos casos aislados (como el BMW E3) en litros en lugar de centímetros cúbicos. Esta práctica se mantuvo con la serie 02 hasta la introducción del BMW 520 en 1972. Después de 1972 todos los modelos se clasificaron en las diferentes clases.
La nueva denominación de los vehículos está compuesta en su primera cifra por el modelo y en las dos siguientes por la cilindrada. El primer modelo que usó esta nomenclatura, el BMW 520, era un vehículo de la Serie 5 con 2,0 litros de cilindrada. A menudo se usaron diferentes letras como por ejemplo "i" de "Inyección" (para motores de inyección) o "l" para los vehículos con una mayor distancia entre las ruedas. Hoy en día BMW ya no produce motores con carburador y la "i" se usa para los motores de gasolina de cada serie. La letra "d" se usa para los motores diésel, la "C" para los cupés o descapotable y la "x" para los 4x4, que BMW denomina XDrive.
Desde la presentación del "520" la nomenclatura de BMW se compone de las cifras "3", "5" y "7" para denominar a la clase media-baja (más tarde clase media), "clase media-alta" y "clase alta" con las dos cifras subsiguientes según la cilindrada. Los modelos cupés se denominaron "6", y posteriormente también "8". Los roadster y derivados cupés deportivos se engloban en la clase Z.
En 2004 se incrementó el espectro con la Serie "1", un vehículo compacto. Relativamente nuevos son los todoterrenos, que se denominan con la letra "X". Hasta ahora son 7 los modelos de esta clase: el BMW X3, BMW X5, BMW X6, BMW X1 y el BMW X7 (Por orden de lanzamiento)
Especialmente exitosa fue la serie 3, concretamente el modelo E30 desde 1982 con aprox. 2,3 millones de vehículos, y también la serie 7 presentada en 1986, concretamente el modelo E32, que se lanzara por primera vez con un motor de 12 cilindros en "V". Los modelos 325e y 525e recibieron el sufijo "e" de "eta" (η), la letra griega que se utiliza en física para representar el rendimiento energético. El motor eta se construyó de tal forma que posibilitaba un consumo reducido a bajas revoluciones pero con un momento par alto, pero sin las características propias que se esperan de un BMW. Por ello las cifras de ventas de estos dos modelos fueron modestas.

#### Familia X
Los modelos X de BMW son los todoterrenos, en inglés Sports Utility Vehicle (SUV; en BMW se denominan "SAV" de "Sports Activity Vehicle") de BMW. En 1999 BMW amplió su gama de modelos con el X5 (denominado E53), que, al igual que el Z3 se fabricaba en la planta de BMW en Spartanburg (Estados Unidos), y estaba principalmente concebido para el mercado estadounidense. Dos años antes presentó Mercedes-Benz la Clase M cosechando un gran éxito. El ML se servía de un marco en forma de escalera, mientras que el X5 disponía que una carrocería que soportaba su propio peso. El X5, con tracción a las cuatro ruedas de serie, un dinámico diseño, y motorizaciones de 6 y 8 cilindros gasolina y 6 cilindros en línea diésel se convirtió pronto en uno de los modelos SUV más populares también en Europa. En 2002 se comercializó una versión de corte deportivo, el 4.6is, con 8 cilindros y 347 CV. Este modelo se desarrolló inicialmente con la empresa Alpina. En 2003 se remodeló con algunos cambios menores de diseño en la parte frontal y con motorizaciones más potentes. El 4.6is dio paso al 4.8is con 360 CV. Además se equipó al vehículo con el nuevo sistema de tracción "XDrive", que reparte de forma variable la propulsión entre los ejes y que trabaja junto con el DSC. En 2007 llegó el primer sucesor del E53: El BMW E70. Este modelo, de mayor tamaño que su predecesor, ofrece (opcional) hasta 7 plazas, gracias a una tercera fila de asientos. Con esta opción se consiguió distanciar este modelo del X3 y a la vez ponerse a la par con la Clase M de Mercedes que ya ofreciera este equipamiento.
En 2004 salió al mercado una variante más compacta del X5, el BMW X3. Las motorizaciones se limitan a 3 variantes de gasolina (4 y 6 cilindros) y 3 diésel (igualmente 4 y 6 cilindros) con una cilindrada máxima de 3 litros, incluyendo el diésel "twin turbo" con 286 CV. Al igual que el resto de todoterrenos de BMW está equipado con xDrive. El X3 se fabrica en Graz (Austria). El BMW X3 llegó a ser el todoterreno más vendido en Alemania.
En 2008 se amplió la familia con otro modelo, el X6, que se ha posicionado por encima del X5. El X6 es un concepto nuevo que combina las características de un todoterreno con el diseño de un cupé, destinado principalmente para el mercado americano.
El último lanzamiento de esta familia fue el BMW X1, el más pequeño de la gama basado en la Serie 1.

#### Familia Z

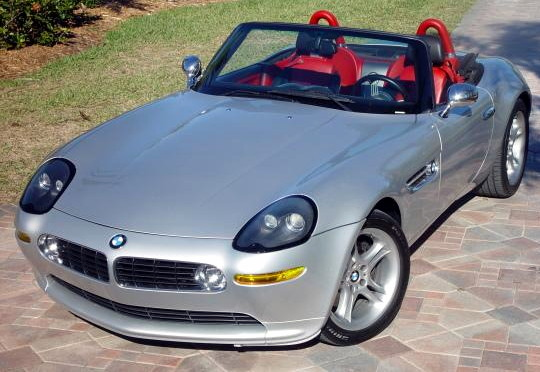
BMW Z8.

La familia de modelos‚ Z incluye en BMW los cupés deportivos. El primer modelo de esta familia fue el Z1. El Z1 salió al mercado en 1989, y ganó atención gracias al mecanismo para sumergir las puertas dentro de la carrocería. Su alto precio y su estrecho habitáculo hicieron de él un modelo exclusivo.
En 1996 le siguió el Z3, que sería el primer modelo que solo se fabricaría en la planta norteamericana de Spartanburg. Estaba disponible en motores de 4 y 6 cilindros y se basaba, desde el punto de vista tecnológico en la serie 3 (BMW E36). Presentaba asimismo un diseño con influencias retro al estilo del 507. El Z3 cupé que se comercializara en 1998 empleó el nuevo concepto Shooting Brake. Ambas versiones estaban disponibles en versión M con un motor de 6 cilindros en línea de 321 CV (posteriormente de 325 PS) de potencia.
Entre 1999 y 2003 se fabricó el exclusivo Z8, popular por su aparición en la película de James Bond The World Is Not Enough. También este modelo tenía elementos retro similares a los del 507. Su tren de rodaje se basaba en componentes de las series 5 y 7 y su motor, de 4,9 litros y 8 cilindros en V con 400 CV, se trajo del M5 (E39). Debido a su elevado precio contaba con los últimos extras, pero el control de la capota era algo complicado de usar, y el único cambio disponible, manual de 6 marchas, le restó clientes en los EE. UU. El Z8 se fabricó en la planta matriz de Múnich de forma manual (que no en la línea de ensamblaje). Dejó de fabricarse en 2003.
En 2003 llegó el Z4 como sucesor del Z3. Este modelo se posicionó por encima del Z3, con un moderno diseño e inicialmente sólo con motor de 6 cilindros. Tuvo que luchar en el mercado con otros vehículos más económicos como el Mazda MX-5, el Mercedes SLK con capota metálica y el Porsche Boxster. En 2006 se retocó el diseño y algunos de los extras. El modelo más alto, el Z4 3.0si, contaba con una potencia de 265 CV. También se lanzó una versión cupé como sucesor del Z3 cupé: el Z4 cupé. También se comercializaron versiones M del Y4 y del Y4 cupé, propulsadas con un motor proveniente del M3 (E46) de 3,2 litros de capacidad y 343 CV.

#### Modelos a lo largo de la historia
| Período de fabricación Unidades producidas        | Línea de producción          | Comentario | Imagen                  |
| ------------------------------------------------- | ---------------------------- | --- | ----------------------- |
| Microcoches                                       |                              | |                         |
| 1955 hasta 1962 161.728 unidades                  | BMW Isetta                   | |                         |
| 1957 hasta 1960 34.813 unidades                   | BMW 600                      | El "gran Isetta". |                         |
| Segmento B                                        |                              | |                         |
| 1959 hasta 1965                                   | BMW Tipo 107                 | Conocido como BMW 700 |                         |
| 1961 hasta 1964                                   | BMW Tipo 110                 | Variante cabrio del BMW 700 |                         |
| Segmento C                                        |                              | |                         |
| 1994 hasta 2000                                   | Serie 3 compacto (E36/5)     | Primer modelo compacto de BMW basado en el E36. De 2 puertas y con trasero reducido en 20 cm.                                                  |                         |
| 2001 hasta 2004                                   | Serie 3 compacto (E46/5)     | Segunda generación del modelo compacto de la serie 3 basado en el E46. El diseño varía considerablemente del E46.                              |                         |
| desde 2004                                        | Serie 1 (E87/E81)            | Primer modelo de la Serie 1 de BMW en el segmento C. Es un competidor directo del Audi A3 y del Mercedes-Benz Clase A.                         |                         |
|                                                   |                              | |                         |
| Segmento D                                        |                              | |                         |
| 1966 hasta 1977                                   | BMW 02 (Tipo114)             | BMW 1502, 1600-2, 1600ti, 1602, 1802, 2002, 2002ti, 2002 tii y 2002 turbo, conocido comúnmente como BMW 02.                                    |                         |
| 1975 hasta 1983                                   | Serie 3 (E21)                | Primer modelo de la Serie 3 |                         |
| 1982 hasta 1994 2.339.251 unidades                | Serie 3 (E30)                | |                         |
| 1990 hasta 2000                                   | Serie 3 (E36)                | |                         |
| 1998 hasta 2005                                   | 3.er (E46)                   | |                         |
| desde 2005                                        | Serie 3 (E90,E91,E92,E93)    | |                         |
| desde 2012                                        | Serie 3 (f30)                | | Serie 3 F30             |
| Segmento E                                        |                              | |                         |
| 1961 hasta 1972                                   | 115, 116, 118, 121, Cupé 120 | Denominado también como la Nueva Clase. Esta lista de producción incluye los modelos BMW 1500, BMW 1600, BMW 1800, BMW 2000 y BMW 2000C/2000CS |                         |
| 1972 hasta 1981                                   | Serie 5 (E12)                | Primer modelo de la Serie 5 |                         |
| 1981 hasta 1988                                   | Serie 5 (E28)                | |                         |
| 1988 hasta 1996 aprox. 1.300.000 unidades         | Serie 5 (E34)                | |                         |
| 1996 hasta 2004                                   | Serie 5 (E39)                | |                         |
| desde 2003                                        | Serie 5 (E60, E61)           | |                         |
| desde 2010                                        | Serie 5 (f10, f11)           | | BMW Serie 5 F10 (2010). |
| Segmento F                                        |                              | |                         |
| 1951 hasta 1964                                   | BMW 501/502                  | Conocido popularmente como "Angel Barroco". La denominación del modelo se cambiaron varias veces (502, 2,6, 3,2, 2600, 3200, L / S).           |                         |
| 1968 hasta 1977 ca. 190.000 unidades              | BMW E3                       | Modelos lujosos que no recibieron una denominación se nombraron según la cilindrada del motor (2500, 2800).                                    |                         |
| 1977 hasta 1986 270.185 unidades                  | Serie 7r (E23)               | Primer modelo de la Serie 7. |                         |
| 1986 hasta 1994                                   | Serie 7 (E32)                | |                         |
| 1994 hasta 2001                                   | Serie 7 (E38)                | |                         |
| 2001 hasta 2008                                   | Serie 7 (E65, E66, E67, E68) | |                         |
| desde 2008                                        | Serie 7 (F01, F02)           | |                         |
| Cupés                                             |                              | |                         |
| 1956 hasta 1960 412 unidades                      | BMW 503                      | Cupé de lujo, también versión cabrio. |                         |
| 1961 hasta 1964? aprox. 600 unidades              | BMW 3200 CS                  | Cupé de lujo, con motor V8 y carrocería de Bertone.                                                                                            |                         |
| 1965 hasta 1968? Cantidad de unidades desconocida | BMW 2000 CS                  | Cupé de la "Nueva Clase" |                         |
| 1968 hasta 1975 30.546 unidades                   | BMW 2800 CS (E9)             | variantes posteriores fueron 3000 CS, 2.8 CS, 3.0 CS                                                                                           |                         |
| 1976 hasta 1989 86.219 unidades                   | Serie 6 (E24)                | Primer modelo de la Serie 6 |                         |
| 1989 hasta 1999                                   | Serie 8 (E31)                | |                         |
| desde 2003                                        | Serie 6 (E63)                | Reedición de la Serie 6 |                         |
| desde 2018                                        | Serie 8                      | |                         |
| Roadsters                                         |                              | |                         |
| 1955 hasta 1959 252 unidades                      | BMW 507                      | El competidor del Mercedes 300 SL Roadster |                         |
| 1989 hasta 1991 8.000 unidades                    | Z1                           | |                         |
| 1996 hasta 2002 279.273 unidades                  | Z3 (E36/7)                   | |                         |
| 2000 hasta 2003 5.700 unidades                    | Z8 (E52)                     | |                         |
| 2002 hasta 2008                                   | Z4 (E85)                     | |                         |
| Desde 2009                                        | Z4 (E89)                     | |                         |
| Shooting Brake                                    |                              | |                         |
| 1998 hasta 2002 17.815 unidades                   | BMW E36/8                    | Shooting Brake basado en el roadster Z3 |                         |
| 1998 hasta 2002                                   | BMW E86/8                    | Shooting Brake basado en el roadster Z4 |                         |
| Vehículos deportivos utilitarios                  |                              | |                         |
| 2000 hasta 2007                                   | X5 (E53)                     | Primer SAV (Sports Activity Vehicle) de BMW |                         |
| desde 2004                                        | X3 (E83)                     | |                         |
| desde 2007                                        | X5 (E70)                     | |                         |
| desde 2008                                        | X6                           | |                         |
| desde 2009                                        | BMW X1                       | El primer todoterreno de BMW en el segmento C.                                                                                                 |                         |
| desde 2014                                        | BMW X4                       | |                         |
| desde 2018                                        | BMW X7                       | Primer todoterreno en el segmento F |                         |

#### Modelos M
Los modelos "M" de la gama deportiva son desarrollados por la empresa BMW M GmbH, filial de BMW participada al 100 %. Actualmente se ofrecen las variantes M:
- M3, versión deportiva de la Serie 3, variantes sedán, cupé y cabrio.
- M4, versión deportiva de la Serie 4, variantes cupé y cabrio.
- M5, versión deportiva de la Serie 5, variantes sedán, familiar.
- M6, versión deportiva de la Serie 6, variantes cupé y cabrio.
- X5M, versión deportiva de la X5, variante SAV.
- X6M, versión deportiva de la X6, variante SAC.

Los modelos M5 y M6 cuentan con motores de 507 CV (373 kW). La velocidad se ha limitado a 250 km/h (como en el resto de modelos de BMW). Los modelos M3 y M6 tienen un techo de fibra de carbono, disminuyendo así el peso, así como el centro de gravedad sin comprometer la estabilidad.
BMW ofrece para todos los modelos M la posibilidad de elegir de forma personalizada diferentes colores o combinaciones de éstos, es lo que se denomina "BMW Individual", exclusivo para los modelos M.
Hasta la fecha se han lanzado los siguientes modelos:
| Año de fabricación | Modelo            | Línea de producción | Cilindrada     | Cilindros                                   | Potencia            | Variante                                                  | Imagen |
| ------------------ | ----------------- | ------------------- | -------------- | ------------------------------------------- | ------------------- | --------------------------------------------------------- | ------ |
| 1978               | M1                | E26                 | 3,5 litros     | R6                                          | 204 kW (277 CV)     | Cupé                                                      |        |
| 1979               | M535i             | E12                 | 3,5 litros     | R6                                          | 219 CV              | Limousine cuatro puertas                                  |        |
| 1983               | M635 CSi          | E24                 | 3,5 litros     | R617 caracteres combinando letras y números | 260 CV hasta 286 CV | Cupé                                                      |        |
| 1985               | M5                | E28                 | 3,5 litros     | R6                                          | 210 kW (286 CV)     | Sedán con cuatro puertas                                  |        |
| 1986               | M3                | E30                 | 2,3 litros     | R4                                          | 195 CV              | Sedán con dos puertas Cabriolet                           |        |
| 1988               | M5                | E34                 | 3,6 litros     | R6                                          | 315 CV              | Sedán con cuatro puertas                                  |        |
| 1992               | M5                | E34                 | 3,8 litros     | R6                                          | 340 CV              | Sedán con cuatro puertas Kombi                            |        |
| 1992               | M3                | E36                 | 3,0 litros     | R6                                          | 286 CV hasta 321 CV | Sedán con cuatro puertas Cupé Cabriolet                   |        |
| 1997               | M Roadster M Cupé | E36                 | 3,2 litros     | R6                                          | 321 CV              | Roadster Shooting Brake                                   |        |
| 1998               | M5                | E39                 | 5,0 litros     | V8                                          | 400 CV              | Sedán con cuatro puertas                                  |        |
| 2000               | M3                | E46                 | 3,2/4,0 litros | R6/V8                                       | 343 CV hasta 380 CV | Cupé Descapotable                                         |        |
| 2005               | M5                | E60                 | 5,0 litros     | V10                                         | 507 CV              | Sedán con cuatro puertas Familiar (desde 2007)            |        |
| 2005               | M6                | E63                 | 5,0 litros     | V10                                         | 507 CV              | Cupé Descapotable (desde 2006)                            |        |
| 2006               | Z4M Roadster/Cupé | E85/6               | 3,2 litros     | R6                                          | 343 CV              | Roadster Coupé                                            |        |
| 2007               | M3                | E90/2/3             | 4,0 litros     | V8                                          | 420 CV              | Coupé Sedán, descapotable (desde 2008) más tarde familiar |        |
| 2009               | X5 M              | E70                 | 5,0 litros     | V8                                          | 555 cv              | Todoterreno                                               |        |
| 2009               | X6 M              | E71                 | 5,0 litros     | V8                                          | 555 cv              | Todoterreno deportivo                                     |        |
| 2010               | M3                | E92                 | 5,0 litros     | V8                                          | 420 CV              | Berlina                                                   |        |
| 2011               | M3                | E92                 | 3,9 litros     | V8                                          | 420 CV              | Berlina                                                   |        |
| 2012               | M3                | E93                 | 4.0 litros     | V8                                          | 420 CV              | Berlina                                                   |        |
| 2013               | M3                | E93                 | 3,9 litros     | V8                                          | 420 CV              | Berlina                                                   |        |

#### Modelos anteriores a la guerra
Segmento B

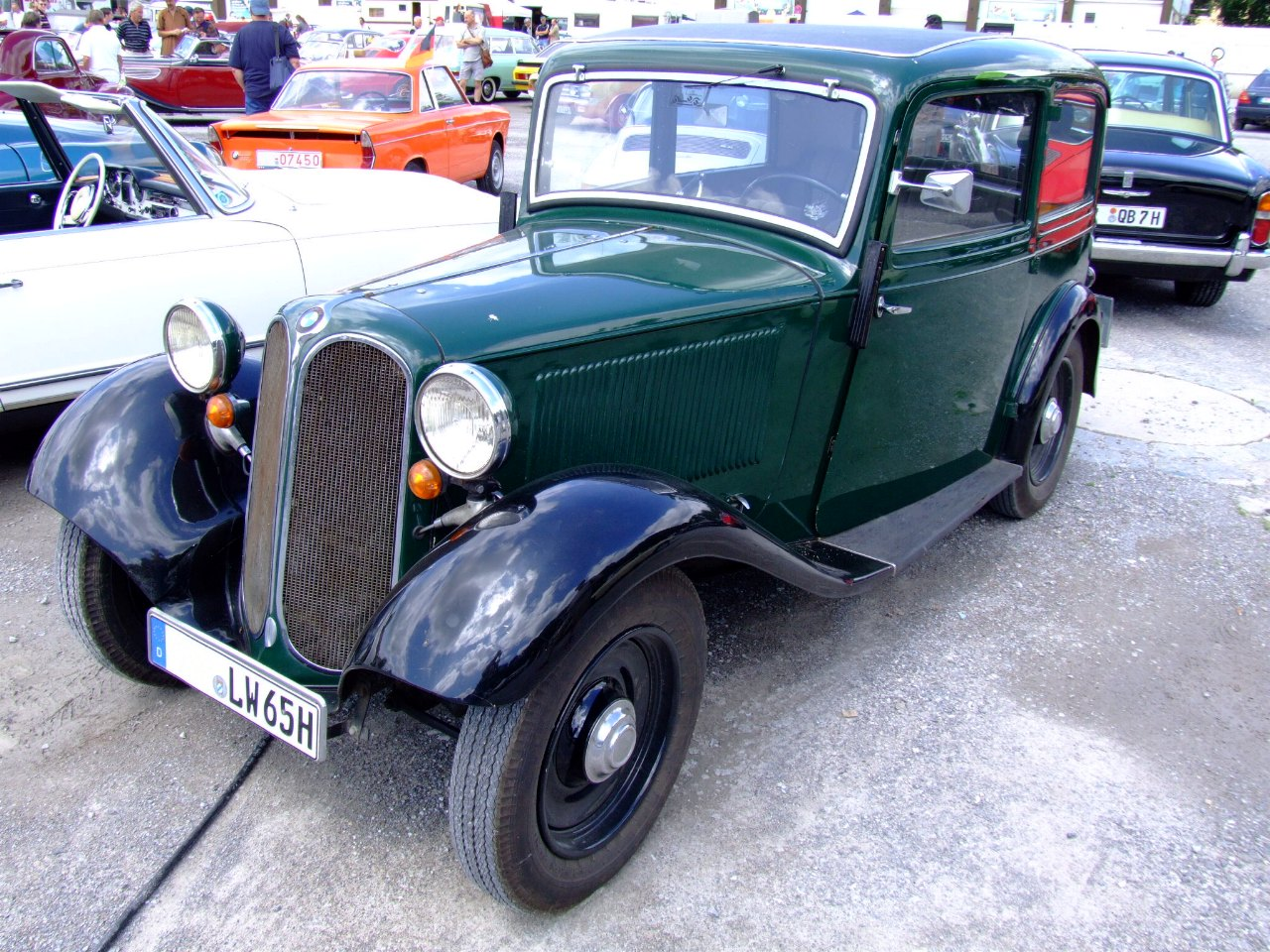
BMW 303.

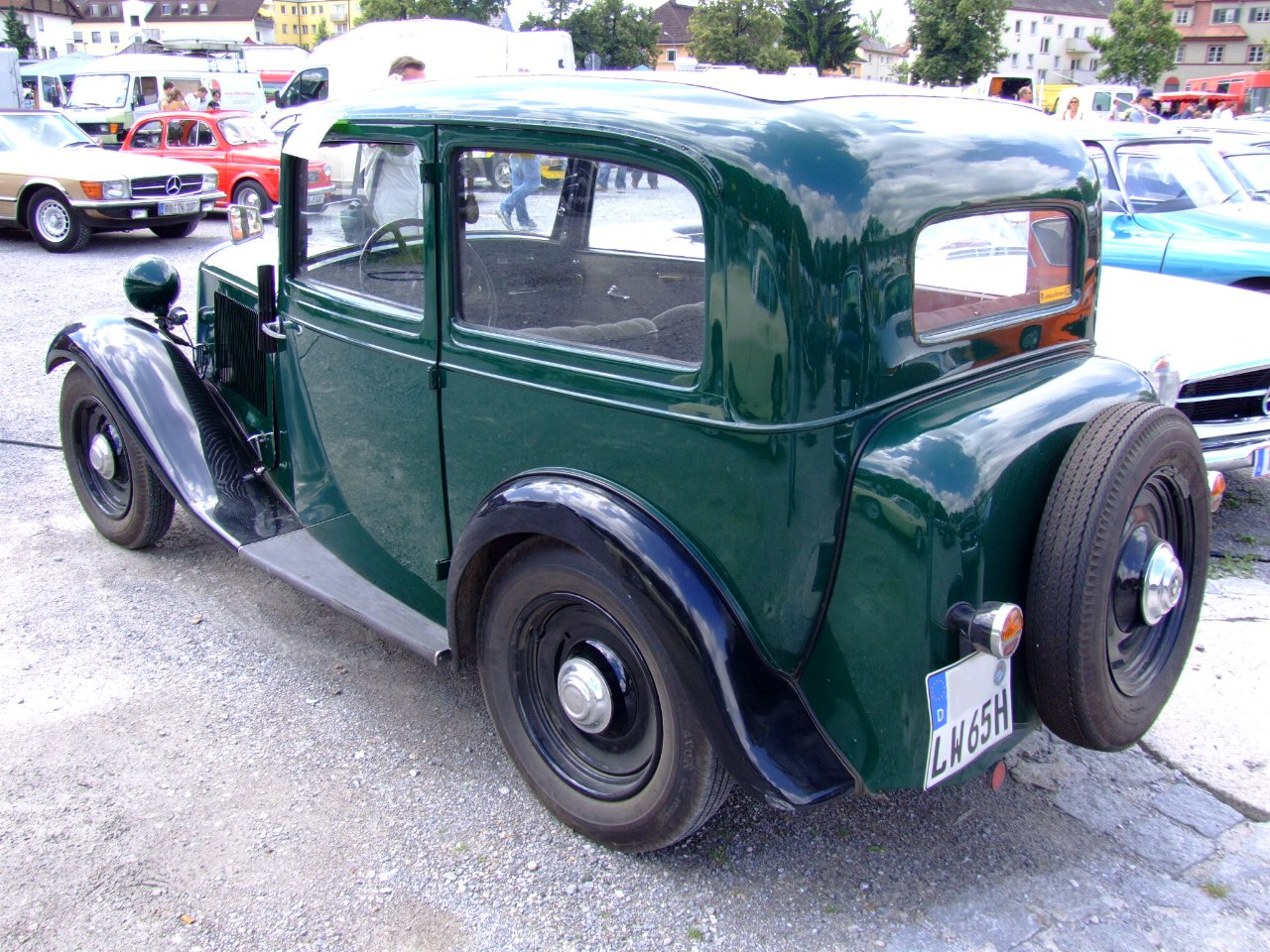
BMW 303.

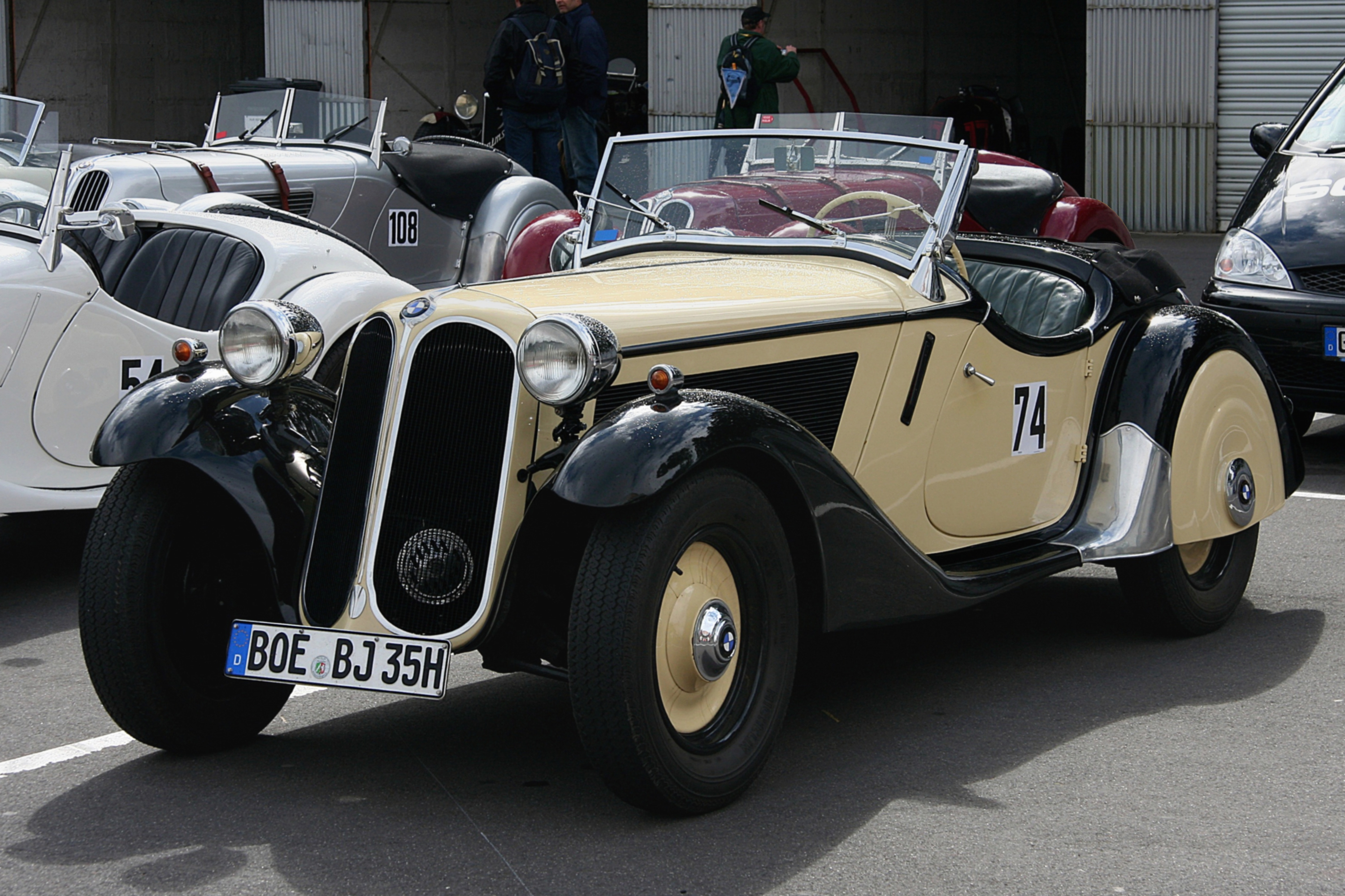
BMW 315/1 − Modelo de 1935.

- BMW 3/15 DA2+DA4 (véase también Dixi) (1929–1932)
- BMW Wartburg (BMW 3/15 DA3) (1930–1932) (150 unidades)
- BMW 3/20 AM1-AM4 (1932–1934) (7215 unidades)
- BMW 309 (1934–1936) (6000 unidades)

Segmento D
- BMW 303 (1933–1934) ((2310 unidades)
- BMW 315 (1934–1937) (9521 unidades)
- BMW 315/1 (1935–1936) (242 unidades)
- BMW 319 (1935–1937) (6543 unidades)
- BMW 319/1 (1935–1936) (102 unidades)
- BMW 320 (1937–1938) (4240 unidades)
- BMW 321 (1939–1941) (3814 unidades)
- BMW 325 (1937–1940) (3225 unidades) (Kubelwagen)

Segmento E
- BMW 326 (1936–1941) (15936 unidades)
- BMW 327 (1937–1941) (1396 unidades)
- BMW 328 (1936–1940) (461 unidades)
- BMW 329 (1936–1937) (1179 unidades)

Segmento F
- BMW 332 (1939) (por encargo)
- BMW 335 (1939–1943) (415 unidades)
- BMW K-1 Vehículo alargado basado en el 335 (1938/1939)
- BMW K-4 Vehículo alargado basado en el 335 (1940/1941)

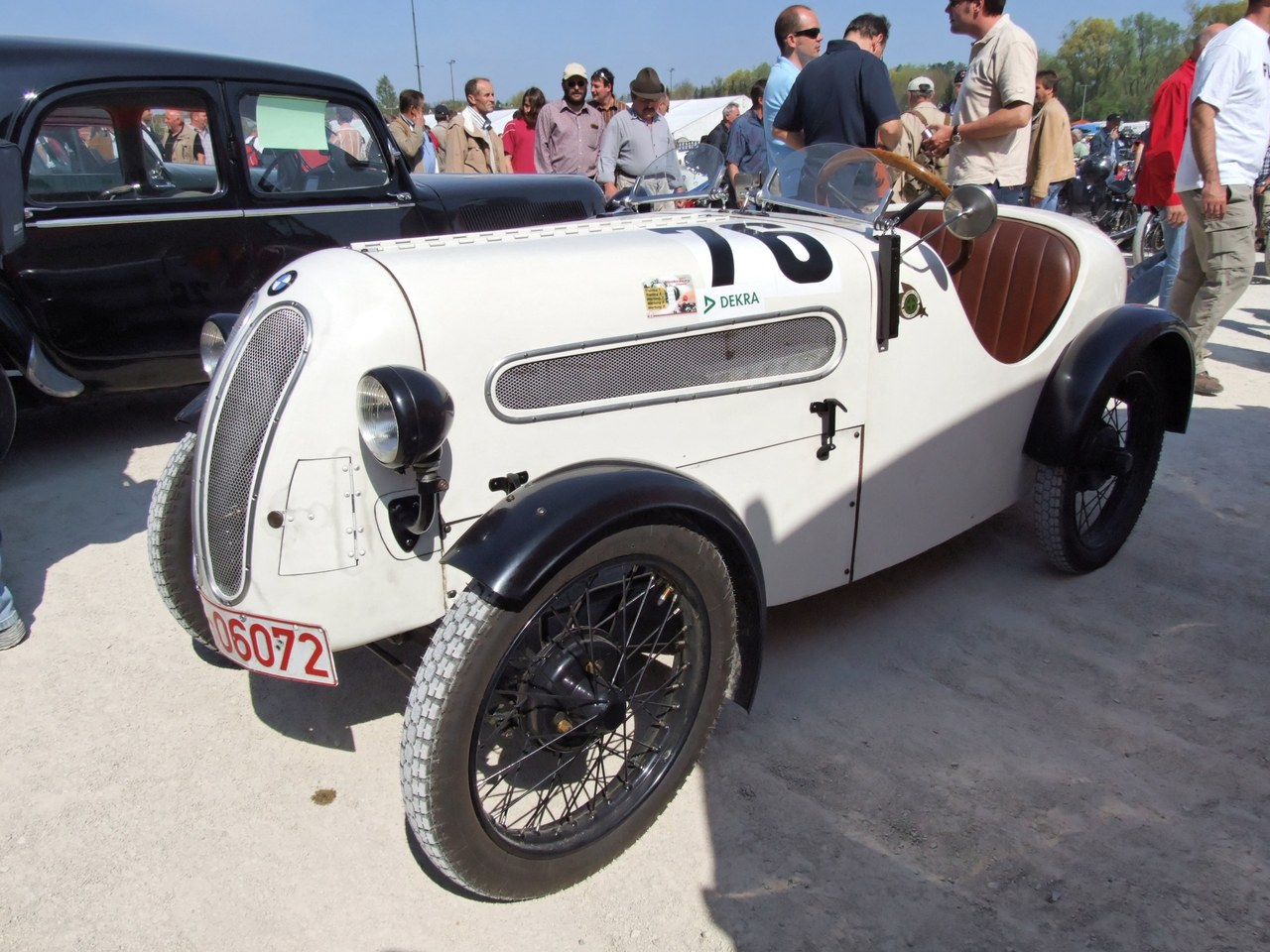
BMW
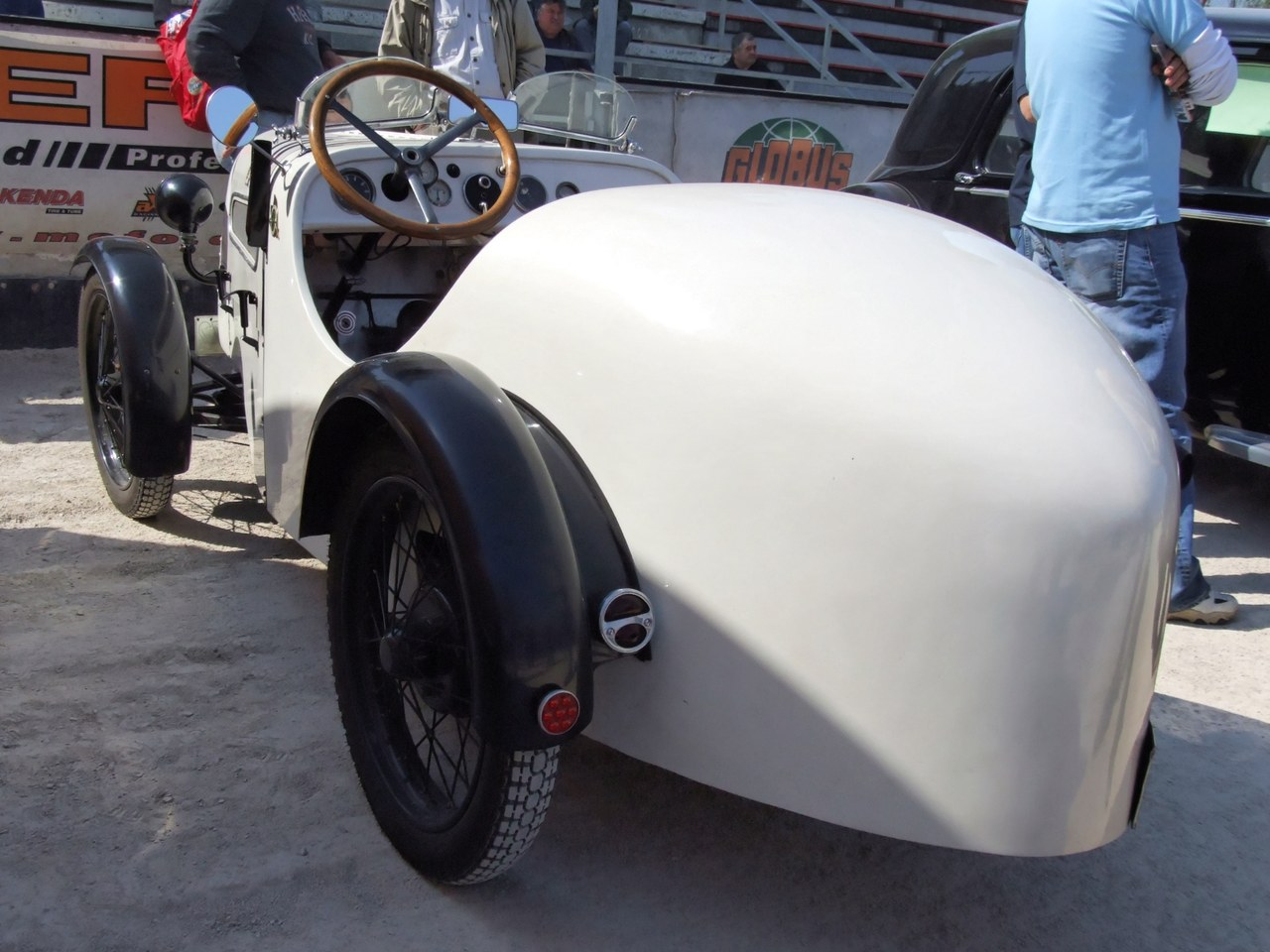
BMW
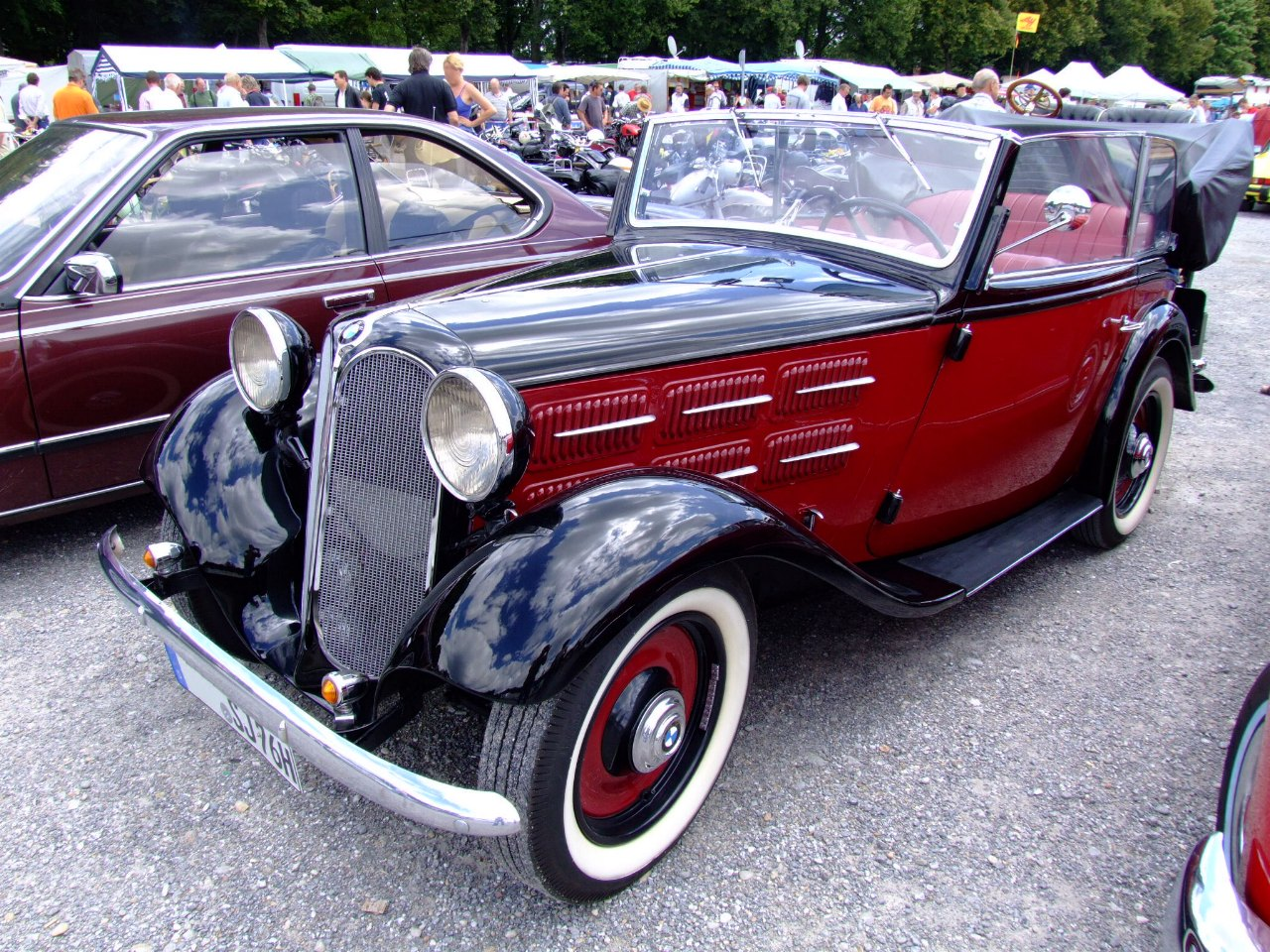
BMW 315
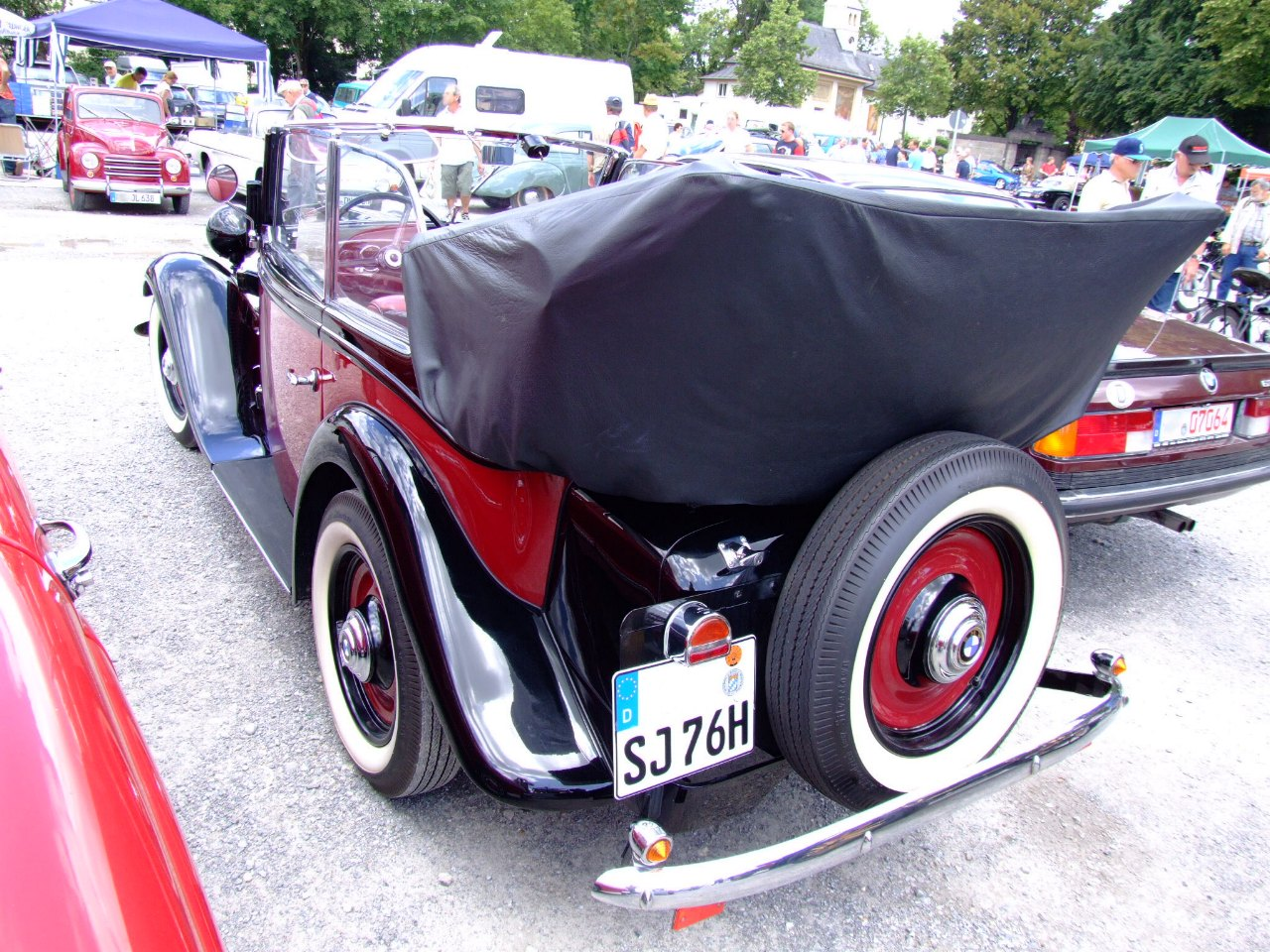
BMW 315
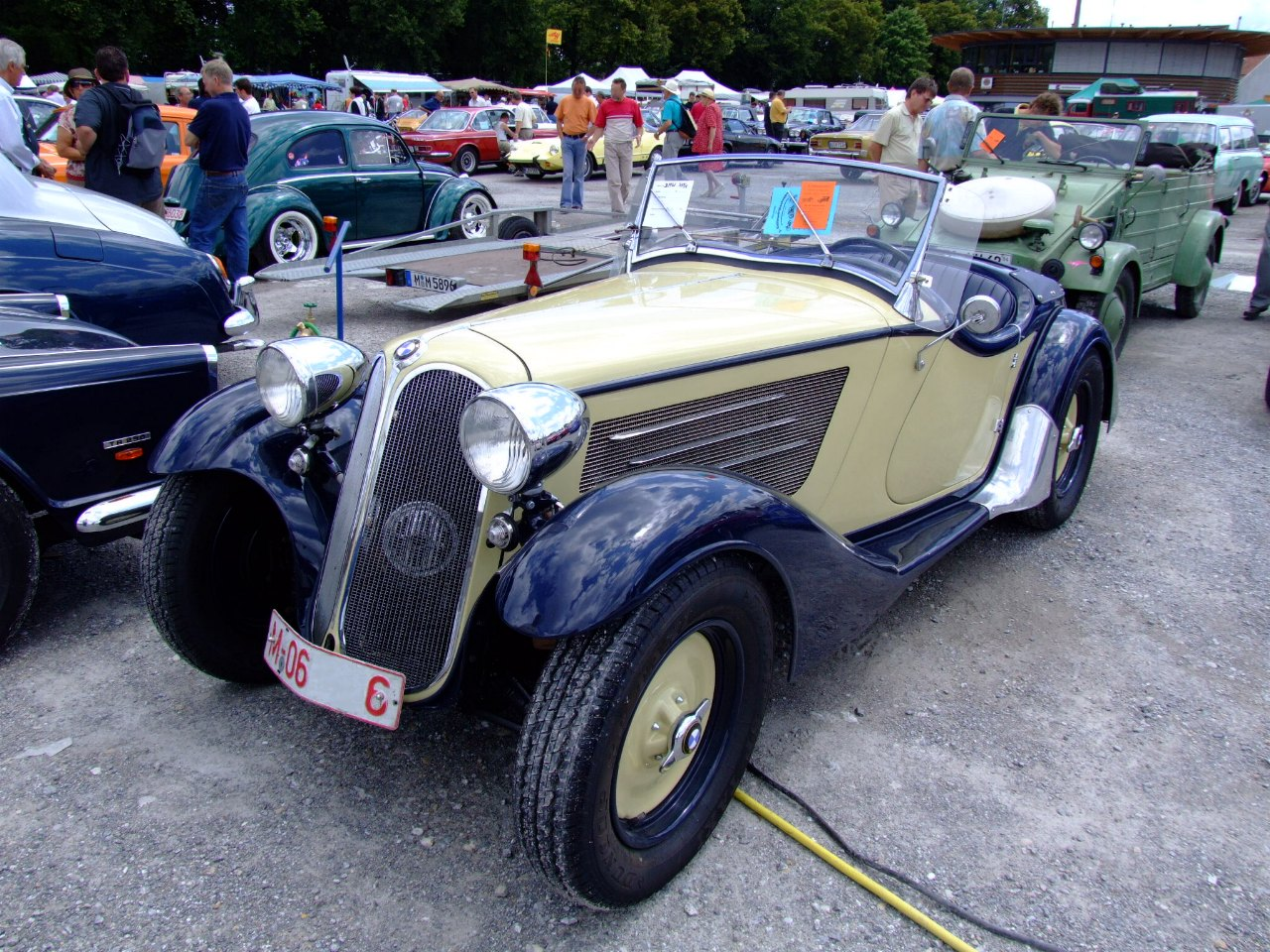
BMW 319/1
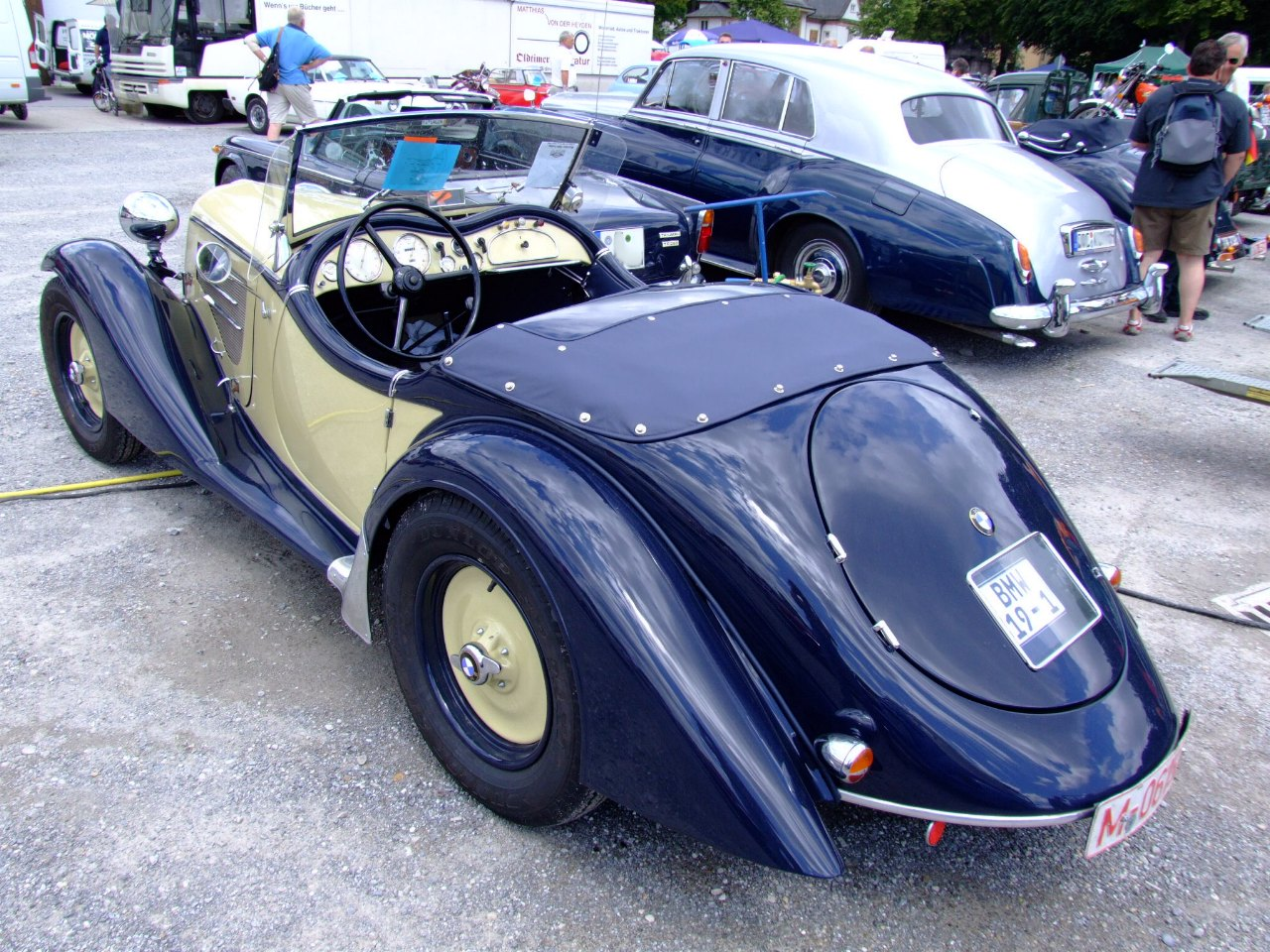
BMW 319/1
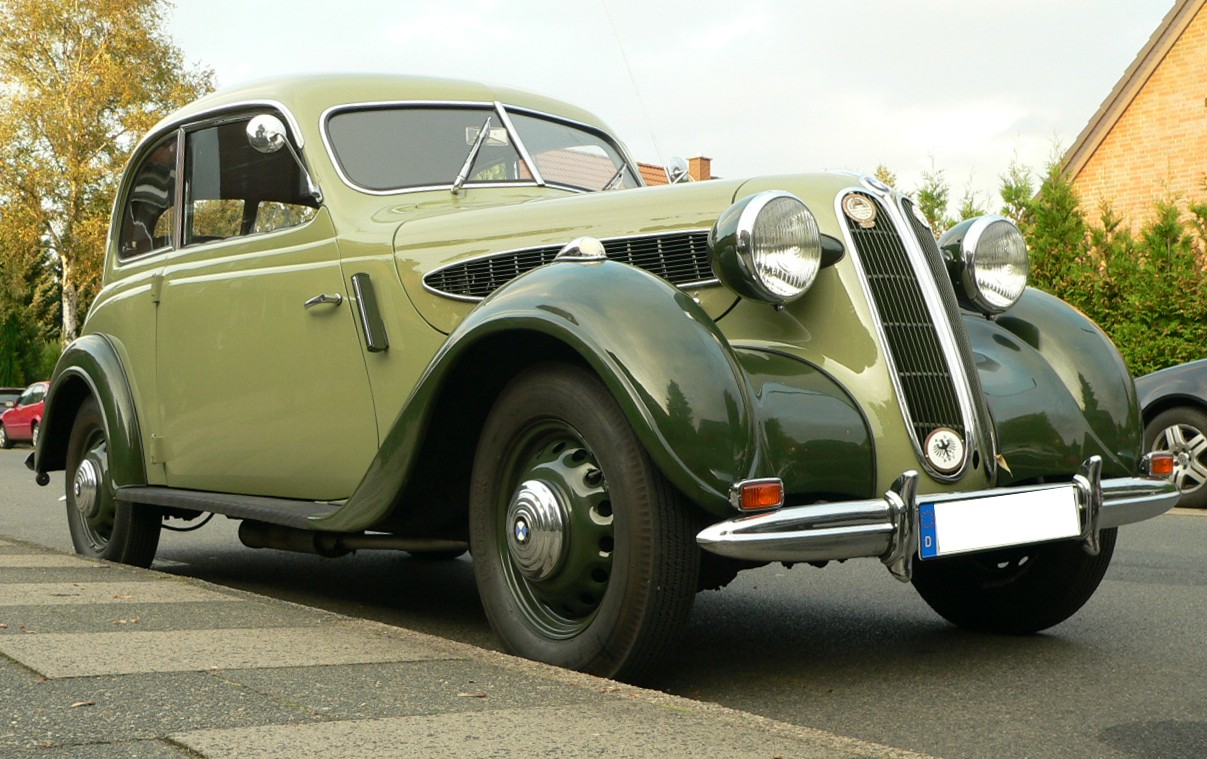
BMW 321 (1940)
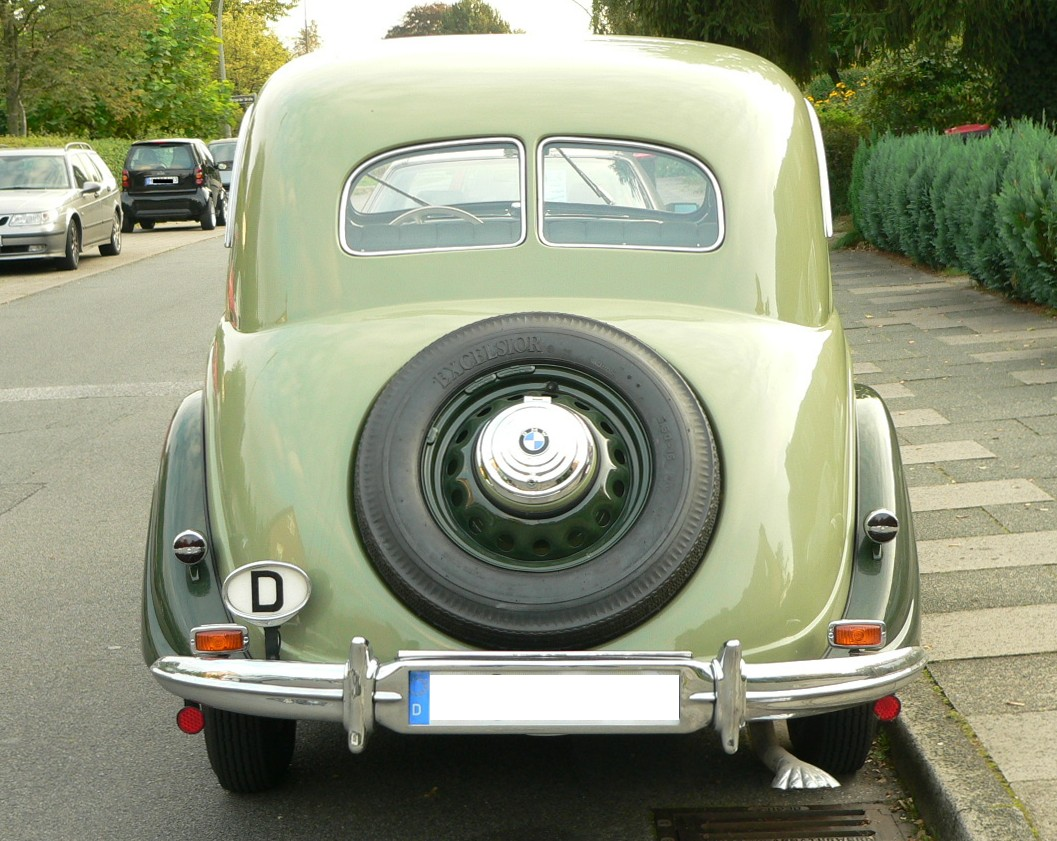
BMW 321 (1940)

#### Modelos de la posguerra
- BMW 331 Tipo interno 541, en Serie 501 (1949)
- BMW Deportivo (prototipo) de Ernst Loof (1954)
- BMW 505 (1955) Sedán de lujo como respuesta al Mercedes Benz 300 (por encargo)
- BMW 528 (1956)
- BMW 570 (1955)
- BMW 700 RS
- F 76 (vehículo para carga con 3 ruedas)
- BMW 2800 "Spicup" Cupé (prototipo) de Bertone

#### Prototipos
- BMW H2R
- BMW Nazca M12
- BMW Xcoupé
- BMW Z9
- BMW Z10
- BMW Z18
- BMW Z21
- BMW Z29
- BMW F3
- BMW V5
- BMW M7
- BMW Serie 2
- BMW Serie 7 (Hidrógeno)
- BMW Turbo
- BMW CS
- BMW Gina
- BMW X1
- BMW M8
- BMW Z2 - Descapotable de dos plazas con carrocerías cupé y descapotable(2010)
- BMW Z2 M - Descapotable de dos plazas con carrocerías cupé y descapotable(2010)

#### Modelos actuales
- BMW Serie 1 - Turismo del segmento C con carrocerías hatchback, cupé y descapotable
- BMW Serie 2 - deportivo del segmento C con carrocería cupé y descapotable
- BMW Serie 3 - Turismo del segmento D con carrocerías sedán, familiar, cupé y descapotable
- BMW Serie 4 - deportivo del segmento D con carrocería cupé y descapotable
- BMW Serie 5 - Turismo del segmento E con carrocerías sedán y familiar
- BMW Serie 6 - Deportivo con carrocerías cupé y descapotable
- BMW Serie 7 - Turismo del segmento F con carrocería sedán

Modelos X
- BMW X1 - Todoterreno del segmento C
- BMW X3 - Todoterreno del segmento D
- BMW X4 - Todoterreno deportivo del segmento D
- BMW X5 - Todoterreno del segmento E
- BMW X6 - Todoterreno deportivo del segmento E
- BMW X7 - Todoterreno del segmento F

Modelos Z
- BMW Z4 - Descapotable de dos plazas descapotable con capota de metal.

Modelos M
- BMW Serie 1 M
- BMW M3
- BMW M4
- BMW M5
- BMW M6
- X5 M
- X6 M
- BMW M8

#### Próximos lanzamientos
Estos son los lanzamientos de nuevos modelos confirmados por BMW o por la prensa especializada:
- Nueva Serie 3 (2012)

### Motocicletas
Desde 1923, BMW ha producido motocicletas. Con unas ventas de en torno a 100.000 unidades anuales, BMW es la mayor productora de motocicletas de gran cilindrada de Europa.
Ya la primera motocicleta de BMW, la BMW R 32, desarrollada por Max Friz y Martin Stolle, disponía del principio fundamental, aplicado aún hoy en día, de un chasis de doble tubo con motor bóxer y propulsión articulada (Kardanantrieb).
En el curso de su desarrollo, la empresa introdujo numerosos elementos poco convencionales, en parte desarrollados por la propia BMW, como el ABS, el paralever, el telelever o la suspensión neumática.
Puede decirse que el intento de BMW de penetrar en el próspero terreno de las bajas cilindradas de 125 cc mediante el muy meditado modelo de scooter C 125 fue un fracaso; la producción se suspendió al cabo de pocos años, debido a la falta de éxito comercial.
Hasta hace algunos años, las motos eran, comparativamente, motocicletas pesadas cuyo rendimiento estaba muy por debajo de lo técnicamente realizable. Al contrario que las grandes productoras japonesas, cada nueva generación BMW era más pesada. En 2005, mediante la presentación de la R 1200 GS, BMW introdujo la nueva orientación de su gama de modelos. La motocicleta enduro para largos recorridos (Reiseenduro) 1200 GS pesa, comparada con su predecesora, la R 1150 GS, unos 30 kg menos (peso en seco) y la supera en rendimiento en 15 CV. También las nuevas apariciones que siguieron eran lanzamientos más «rigurosos», frente a los modelos más bien conservadores de los años 1990.
Para poder subsistir frente a las grandes productoras japonesas y crear nuevos grupos de clientes, en 2006 apareció la K 1200 R. En el momento de su aparición, esta era la motocicleta Naked más potente del mercado. La serie predecesora (K 1200...) aún tenía un motor de cuatro cilindros en serie con cigüeñal montado longitudinalmente y con, como mucho, 130 CV. Se abandonó el poco convencional concepto con desventajas a favor de un motor de cuatro cilindros en línea ligeramente inclinados hacia delante con cigüeñal transversal y más de 160 CV.

#### Gama actual de modelos
| Enduro | Enduro 2008                                                                                       | Tour                                                                              | Urban | Sport                      |
| --- | ------------------------------------------------------------------------------------------------- | --------------------------------------------------------------------------------- | --- | -------------------------- |
| BMW HP2 Enduro BMW F 650 BMW F 650 GS BMW R 850 GS BMW R 1100 GS BMW R 1150 GS BMW R 1200 GS BMW R 1200 GS Adventure | BMW G 650 Xchallenge BMW F 650 GS BMW F 700 GS BMW F 800 GS BMW R 1200 GS BMW R 1200 GS Adventure | BMW F 800 ST BMW R 1200 R BMW R 1200 RT BMW R 1200 ST BMW K 1200 GT BMW K 1200 LT | BMW HP2 Megamoto BMW G 650 Xcountry BMW G 650 Xmoto BMW R 1200 R BMW K 1200 R BMW F 800 S BMW R 1200 S BMW K 1200 S BMW K 1200 R Sport BMW R1250 RS | BMW S 1000 RR BMW HP4 RACE |

#### Modelos antiguos (bóxer)
- (1923) R32
- (1925) R37 R39
- (1926) R42
- (1927) R47
- (1928) R52 R57 R62 R63
- (1929) R11 R16
- (1931) R2
- (1932) R4
- (1935) R12 R17
- (1936) R3 R5
- (1937) R6 R35 R20
- (1938) R23 R51 R61 R66 R71
- (1941) R75
- (1948) R24
- (1950) R25 R51/3
- (1951) R67
- (1952) R68
- (1955) R50 R69
- (1956) R26 R60
- (1960) R27 R50S R69S
- (1969) R50/5 R60/5 R75/5
- (1973) R60/6 R75/6 R90/6 R90S
- (1981) R45
- (2001-2004) R1150 RT Fabricadas las primeras unidades en el año 2001 contaba con encendido electrónico y 6 velocidades en el cambio. Con una cilindrada de 1130 cc, generaba una potencia de 95 cv a 7250 rpm y un par de 98 Nm a 5500 rpm. Con un peso de 279kg alcanzaba una velocidad máxima de 204km/h. Este modelo se fabricó hasta el año 2004 y contaba con otras variantes como la R850RT

#### Modelos actuales de motocicletas
- Serie R: motor bicilíndrico bóxer.

- - R1100 GS
  - R1100 S
  - R1100 RT
  - R1100 R
  - R1200 GS: modelo sacado en el año 2004, que durante su trayectoria fue mejorado eliminando pequeños fallos y el servofreno eléctrico, cambiando el amperaje de la batería de 12 a 14 amperios y siendo realizado un reestilo general en el modelo de 2008, en el que pasaba de 100 CV a 105 CV y pequeños cambios en los plásticos del depósito. Ha sido la moto más vendida de la marca con más de 110.000 unidades, pesa 199 kg en vacío, tiene un depósito de 20 litros, caja de cambios de 6 velocidades y motor bóxer bicilíndrico de cuatro tiempos refrigerado por aire-aceite.
  - R1200 GS Adventure: igual que la GS pero con un depósito de 33 litros, un alternador de 720W, más alta y suspensiones más elevadas.
  - R1200 ST
  - R1200 RT Está considerada como la reina de las rutas por sus excelentes prestaciones y confort
  - R1200 S
  - R1200 HP2 Enduro
  - R1200 R
  - R1150 R
  - R1150 GS
  - R1150 GS Adventure
  - R850 R
  - R850 GS

- Serie K: motor tetracilíndrico en línea (excepto las K75, que son tricilíndricas).
  - K1200 R
  - K1200 R Sport
  - K1200 S
  - K1200 GT
  - K1200 LT
  - K1100 RS
  - K1100 LT
  - K1
  - K100 RS 16V
  - K100 RS
  - K100 RT
  - K100 LT
  - K100
  - K75 RT: motor de tres cilindros.
  - K75 C: motor de tres cilindros.
  - K75 S
  - K75

- Serie F con motor bicilíndrico en línea

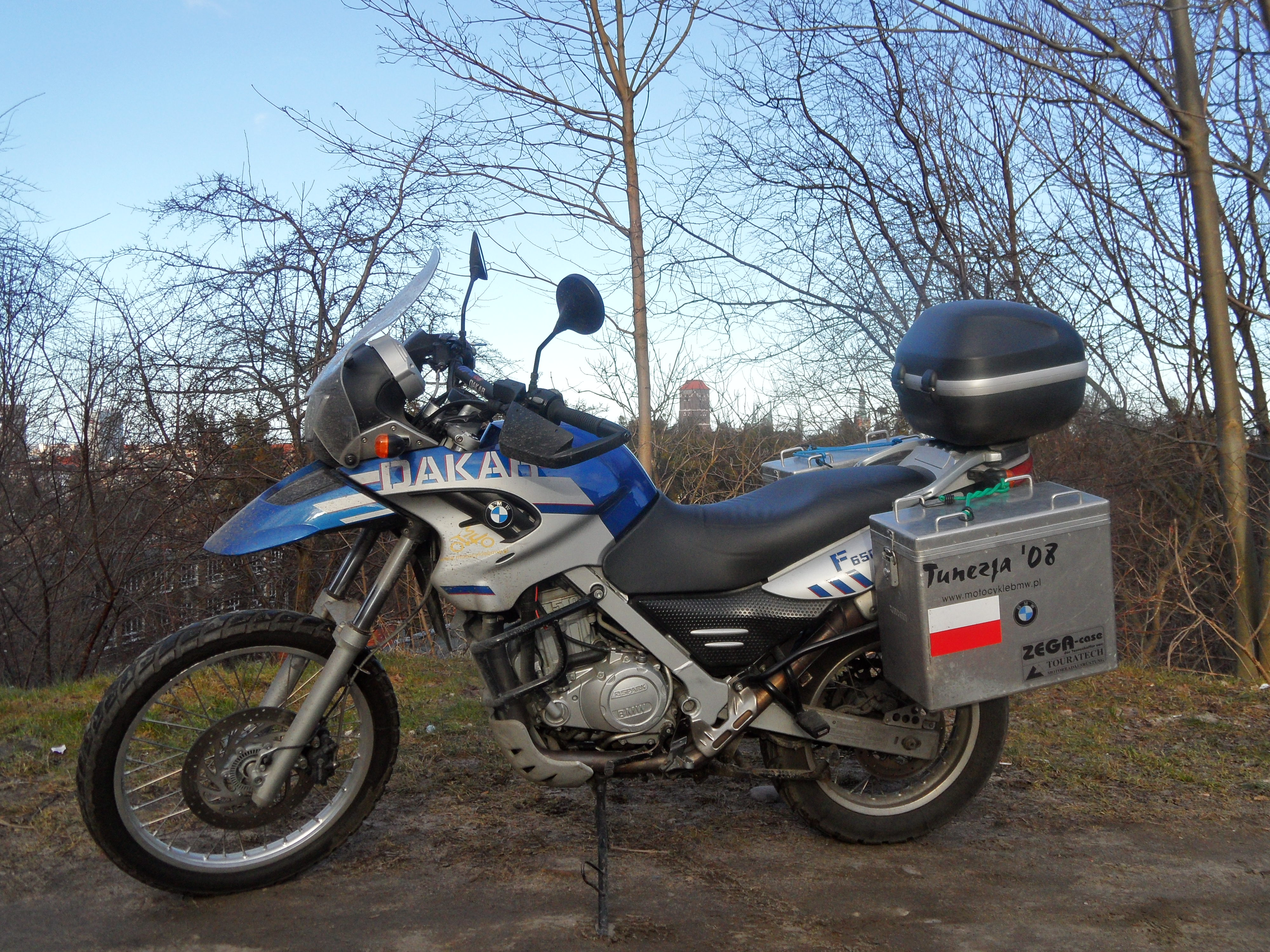
BMW F 650 GS Dakar (2004)

  - F800 (2006 - 2008)
  - F800 S (2006 - 2011)
  - F800 ST (2006 - )
  - F800 GS (2008 - )
  - F650 GS (2008 - 2013)
  - F700 GS (2013 - )
  - F800 GT (2013 - )

- Serie F con motor monocilíndrico

- - F650 GS ( - 2008)
  - F650 GS Dakar
  - F650 SC
  - G650 Xmoto
  - G650 Xchallenge
  - G650 Xcountry

- Serie C1: motor monocilíndrico
  - C1 125
  - C1 Executive 125
  - C1 Family's Friend 125
  - C1 Swiss
  - C1 200
  - C1 Executive 200
  - C1 Family's Friend 200
  - C1 Williams

### Motores
Además de vender automóviles y motocicletas, BMW también fabrica motores para otras empresas. Entre éstas cabe destacar Wiesmann (motores y sistemas de propulsión de todos los modelos), Morgan Motor Company (Motor de combustión de 8 cilindros en V y componentes del sistema propulsor para el modelo Aero 8) y Siemens (4 cilindros en línea y 8 en V para el tranvía Combino Duo). Los motores bóxer de las motocicletas se venden al fabricante alemán de vehículos pesados Rosenbauer International AG, concretamente el modelo "Fox".
Otros clientes fueron la empresa automovilística Opel (motor diésel de 6 cilindros en línea para el modelo Omega), Land Rover (motor diésel de 8 cilindros en V para el modelo Range Rover), Rolls-Royce (motor de combustión de 12 cilindros), así como Kaelble y Magirus (para camiones y vehículos pesados).

### Bicicletas

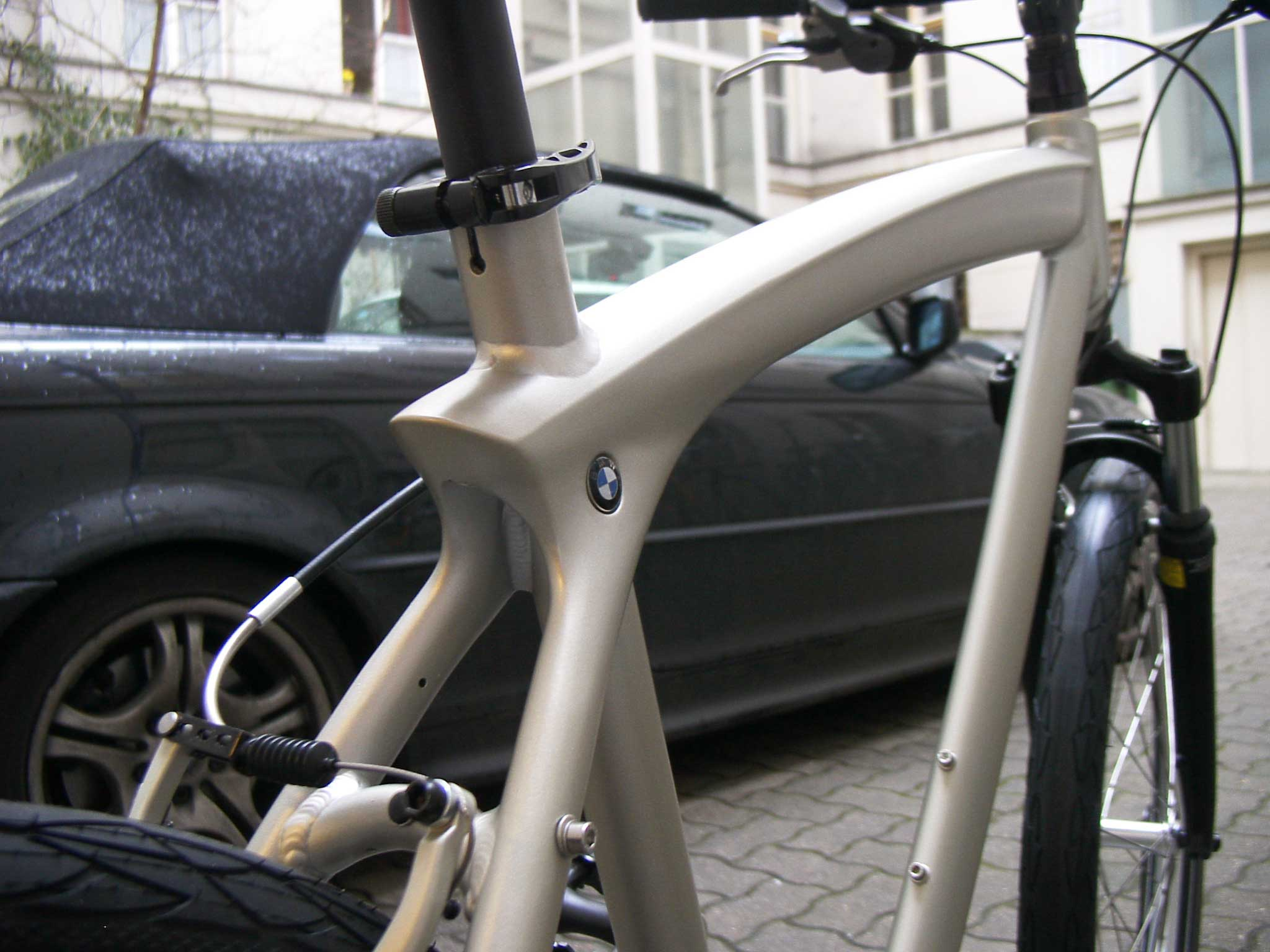
Modelo de bicicleta de BMW Cruise Bike (2006).

BMW comercializa bicicletas desde que finalizara la Segunda Guerra Mundial. La primera patente de un cuadro de bicicleta data de 1950. En los años 1990 BMW desarrolló una serie de bicicletas plegables, especialmente diseñadas para las necesidades de los clientes de automóviles de BMW. En 2005 se presentó una nueva generación de bicicletas. Los modelos cubrían un amplio espectro con componentes habituales del mercado. Esta nueva generación ha conseguido una serie de reconocimientos internacionales, entre los que cabe destacar el red dot design award, el iF Design Award y el Premio al Mejor Diseño de la República Federal Alemana. La venta se realiza a través de la red de concesionarios de BMW, así como en comercios especializados seleccionados.

### Patinetes
En 2019, presentó el patinete eléctrico X2City, el concepto de movilidad urbana de BMW, con un precio de 2400 euros. La autonomía del vehículo fue de entre 25 y 35 kilómetros, y su velocidad máxima de 25 km/h. En el manillar encontramos un control para establecer velocidades máximas en cinco niveles distintos: 8, 12, 16, 20 y 25 km/h, y de hecho a menos de 6 km/h el patinete funciona como uno normal sin que haya asistencia elećtrica.

## Identificación de modelos
Los modelos BMW se diferencian en lo que concierne al nombre comercial según su modelo, cubicaje del motor y otras características (por ejemplo - 325iX). El primer dígito se refiere al modelo o serie, los dos dígitos siguientes se refieren al cubicaje del motor (no siempre representan la cilindrada exacta, por ejemplo, 320i E46 a partir de 2001 era un motor L6 con 2.200cc), y las letras se refieren a un rasgo diferenciador, tipo de chasis, o características del coche o motor. (i = inyección, X = tracción a las cuatro ruedas).
Sin embargo, antes de estandarizar sobre las designaciones de las series a mediados de los años 1970, BMW principalmente usó el cubicaje del motor para asignar sus modelos. El ejemplo más notable es el 2002. Series usadas:
- BMW Serie 1 - Turismo del segmento C con carrocerías hatchback y cupé
- BMW Serie 3 - Turismo del segmento D con carrocerías sedán, familiar, cupé y descapotable
- BMW Serie 5 - Turismo del segmento E con carrocerías sedán y familiar
- BMW Serie 6 - Deportivo con carrocerías cupé y descapotable
- BMW Serie 7 - Turismo del segmento F con carrocería sedán
- BMW Serie 8 - Deportivo grande con carrocería cupé

BMW ha usado números y letras múltiples durante los años, pero no eran siempre consecuentes en su aplicación excepto en el uso del modelo como el primer número. Así, hay muchas excepciones en las que el nombre del modelo puede no concordar exactamente con las características del coche. Además, la última letra 'A' (automático) o 'C' (convertible o descapotable) puede ser añadida al modelo; éstos, sin embargo, no aparecen excepto en algunos de los modelos automáticos más viejos. La lista siguiente tiene explicaciones parciales de algunos de los caracteres usados.
- A = automático.
- c = cabriolet (convertible)
- C = cupé, convertible o descapotable.
- CS = cupé sport.
- d = diésel. Utilizado en los últimos modelos.
- e = eficiencia o 'economía eficaz', ETA (proviene de la letra griega 'η') motor de bajo consumo, alto rendimiento y pocas RPM.
- g = gas natural comprimido.
- h = hidrógeno (motor que funciona solo con hidrógeno).
- i = inyección (internacional).
- L = largo (distancia larga entre ejes).
- M = Motorsport.
- s = sport (usado para diferenciarlo del cupé en América) †.
- t = hatchback
- T = touring (coche con portón trasero, o versiones sport en los primeros modelos).
- td = turbodiésel ††.
- tds = turbodiésel †† con intercooler.
- x = BMW xDrive
- X = tracción a las cuatro ruedas.
- Z = modelos desarrollados por BMW Technik. Nueva designación de automóvil deportivo descapotable. †††

† Habitualmente incluye asientos deportivos, alerón, kit aerodinámico, ruedas mejoradas, etc.
†† Nomenclatura histórica.
††† La letra 'Z' identifica un vehículo como un roadster de dos asientos (Z1, Z3, Z4, etc). Las variantes 'M' de los modelos 'Z' tienen la 'M' como sufijo o prefijo, dependiendo del país en el que se venda (por ejemplo: 'Z4 M' es 'M Roadster' en Canadá).
Ejemplo de denominación: BMW 760Li es un Serie 7 con combustible inyectado, distancia larga entre ejes y 6.000 cm³.
Las excepciones a las designaciones estándares se dan en:
- Los modelos que provienen de BMW Motorsport. La letra 'M' - de Motorsport - identifica el vehículo como un modelo de alto rendimiento de una serie concreta (M3, M5, M6). Por ejemplo, el M6 es el vehículo de más rendimiento de la Serie 6. Aunque los vehículos 'M' deberían separarse en sus respectivas series, es habitual ver los coches 'M' agrupados como si fuese una serie propia.
- El BMW 328i (2007) es un Serie 3 que tiene un motor de 3000 cm³.
- El BMW 335i (2007) también tiene un motor de 3000 cm³; sin embargo está provisto de turbocompresor, característica sin identificar en la nomenclatura.

BMW, de vez en cuando, hace coches fuera de las series expuestas. Estos son por lo general autos deportivos, descapotables o coches especializados. Los ejemplos son el Isetta (un pequeño "coche de ciudad" con un motor de motocicleta), el M1 (el M original), el Z1 (sólo en Europa), autos deportivos sin capota Z3, Z8 y el coche eléctrico E1.
BMW sólo exporta versiones limitadas de estos coches a los EE. UU.. En Europa son posibles muchas más variaciones, incluso con motores más pequeños como por ejemplo los 316.
Cuando la letra 'L' sustituye el número de la serie (L6, L7, etc) es porque identifica el vehículo como una variante de Lujo, con más piel y detalles interiores especiales. El L7 está basado en el E23 y en el E38, y el L6 en el E24.
Cuando la letra 'X' es mayúscula y sustituye el número de la serie (X3, X5, etc.) es porque identifica el vehículo como un SAV (Sports Activity Vehicles / Vehículos de actividad deportiva) de BMW incorporando BMW xDrive.
Los vehículos 'X' y 'Z' tendrán 'i' o 'si' detrás del número que identifica la capacidad del motor (expresado en litros). Las letras 'si' (por ejemplo: X3 3.0si) identifican un vehículo equipado con el 'paquete deportivo' e 'inyección de carburante'. Los vehículos 'X' y 'Z' que solo tienen la letra 'i' (por ejemplo: X3 3.0i) identifican un vehículo con 'inyección de carburante' pero sin 'paquete deportivo'.

### Identificación interna de modelos
Dentro de BMW, al igual que hace la prensa especializada, se utiliza un sistema de denominación unequívoca para hacer referencia a un modelo determinado. Por ejemplo, la serie 3 sedán comercializada entre 1990 y 2000, desde el punto de vista tecnológico, es un vehículo completamente diferente al modelo actual, para diferenciarlos se les denomina BMW E36 y BMW E90, respectivamente.

## BMW hoy

### Cifras de negocio
A continuación se detallan las cifras del volumen de negocio (facturación) de todo el grupo.
| Año             | 2004   | 2005   | 2006   | 2007   | 2008   |
| Resto de Europa | 10.574 | 12.141 | 13.226 | 16.450 | 14.780 |
| Norteamérica    | 10.205 | 10.957 | 11.779 | 12.161 | 12.461 |
| Alemania        | 11.961 | 11.001 | 10.601 | 11.918 | 10.739 |
| Asia / Oceanía  | 4.915  | 5.538  | 6.200  | 7.353  | 7.523  |
| Reino Unido     | 5.249  | 5.125  | 5.214  | 5.945  | 4.913  |
| Otros mercados  | 1.431  | 1.894  | 1.979  | 2.191  | 1.781  |
| Total           | 44.335 | 46.656 | 48.999 | 56.018 | 53.197 |

Cifras en millones de euros.

### Estructura accionarial
| Accionistas              | 23/03/2009 | 19/12/2024 |  |
| ------------------------ | ---------- | ---------- |  |
| Stefan Quandt            | 17,45 %    | 27,02%     |  |
| Johanna Quandt           | 16,70 %    | 0,00%      |  |
| Susanne Klatten          | 12,55 %    | 21,90%     |  |
| Capital flotante (bolsa) |            |            |  |

### Producción

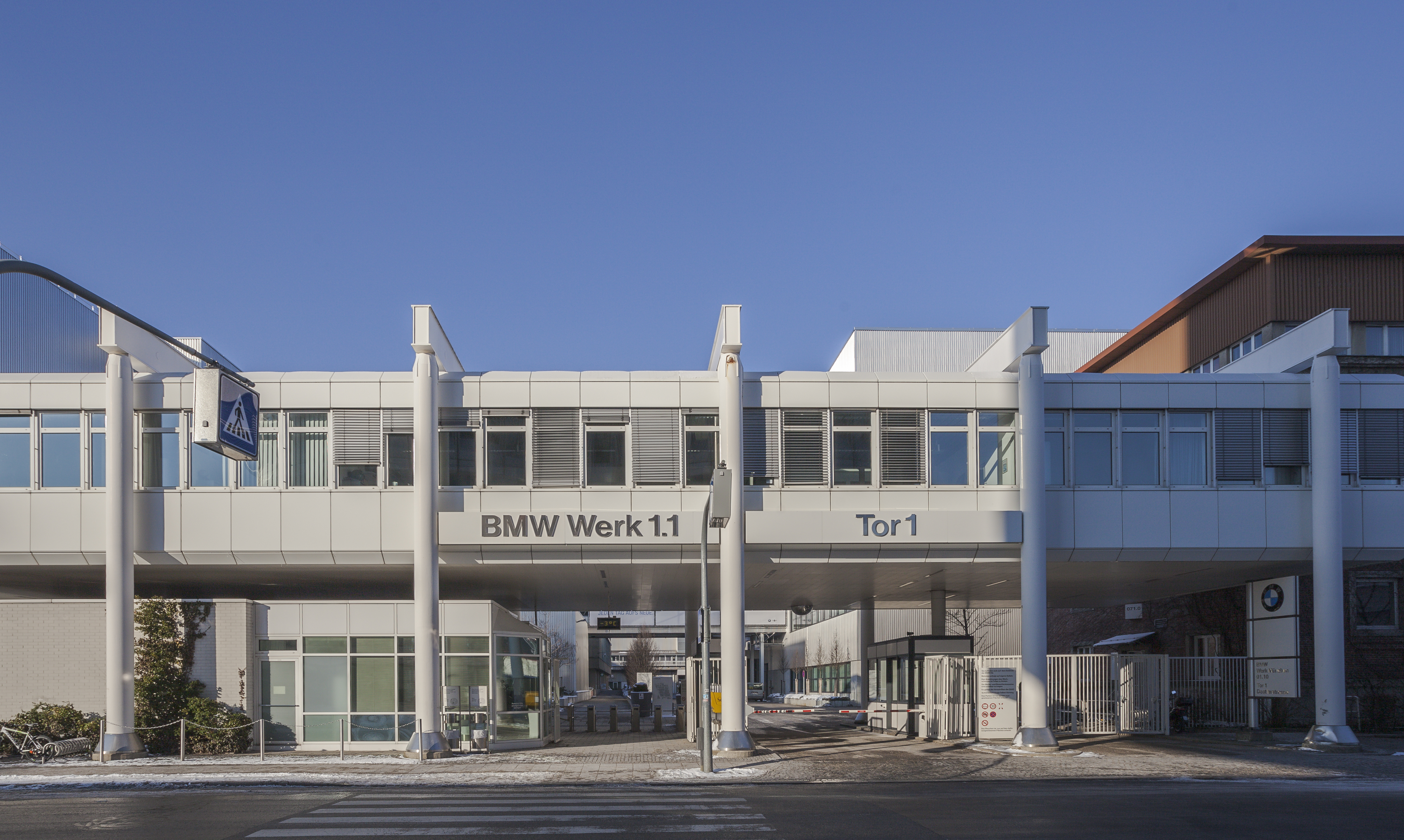
Entrada principal de la planta matriz en Múnich.

#### Plantas de ensamblaje[44]y cifras totales
| País           | Ciudad            | Marca       | Vehículos (2008) | Modelos                                    | Notas                                                            |
| -------------- | ----------------- | ----------- | ---------------- | ------------------------------------------ | ---------------------------------------------------------------- |
| Alemania       | Múnich            | BMW         | 202.900          | Serie 3, Serie 4 y Motores                 | Planta matriz desde 1922.                                        |
| Alemania       | Ratisbona         | BMW         | 274.000          | Serie 1, Serie 3 y Z4                      | Inaugurada en 1987                                               |
| Alemania       | Dingolfing        | BMW         | 241.300          | Todos los modelos BMW                      | Comprada en 1967, es la planta de mayor capacidad.               |
| Alemania       | Leipzig           | BMW         | 150.000          | Serie 1, Serie 2, Serie 3 y Serie 4        | Inaugurada en 2005.                                              |
| Alemania       | Berlín            |             |                  |                                            | Motocicletas. Inaugurada en 1923                                 |
| Alemania       | Eisenach          |             |                  |                                            | Fabricación de herramientas, piezas metálicas y acolchadas       |
| Alemania       | Landshut          |             |                  |                                            | Fabricación de motores, exterior, interior, palieres y fundición |
| Alemania       | Wackersdorf       |             |                  |                                            | Centro logístico para todas las plantas extraeuropeas            |
| Alemania       | Spandau           |             |                  |                                            | Inaugurada en 1984                                               |
| Austria        | Graz              | BMW         | 82.900           | BMW X3                                     | Fabricación de motores                                           |
| Inglaterra     | Oxford            | MINI        | 235.019          | MINI exclusivamente                        |                                                                  |
| Inglaterra     | Goodwood          | Rolls-Royce | 1.417            | Rolls-Royce exclusivamente                 |                                                                  |
| Inglaterra     | Swindon           |             |                  |                                            | Componentes prensados y varios                                   |
| Inglaterra     | Hams Hall         |             |                  |                                            | Fabricación de motores                                           |
| Italia         | Cassinetta        |             |                  |                                            |                                                                  |
| Rusia          | Kaliningrado      |             |                  |                                            |                                                                  |
| Egipto         | El Cairo          |             |                  |                                            |                                                                  |
| India          | Chennai           |             |                  |                                            |                                                                  |
| Indonesia      | Yakarta           |             |                  |                                            |                                                                  |
| Malasia        | Kuala Lumpur      |             |                  |                                            |                                                                  |
| Tailandia      | Rayong            |             |                  |                                            |                                                                  |
| China          | Shenyang          | BMW         | 33.700           | BMW Series 3 y 5                           |                                                                  |
| China          | Dadong            |             |                  |                                            |                                                                  |
| Estados Unidos | Spartanburg       | BMW         | 170.700          | BMW X3, X4, X5 y X6                        |                                                                  |
| Brasil         | Salvador de Bahía | BMW         | 30.000           | Serie 3                                    | Inauguración en 2014                                             |
| México         | Lerma             | BMW         |                  | X5 Security (VR4) y X5 Security Plus (VR6) |                                                                  |
| México         | San Luis Potosí   | BMW         |                  | BMW Serie 3 y Serie 2                      |                                                                  |
| Sudáfrica      | Rosslyn, Gauteng  | BMW         | 48.000           | BMW Serie 3 y Serie 7                      |                                                                  |
| Total          |                   |             | 1.469.936        |                                            |                                                                  |

#### Red extraeuropea de producción

##### Sudáfrica
BMW inició sus operaciones en Sudáfrica en 1970, concretamente en la localidad de Rosslyn, cerca de Pretoria. BMW adquirió la compañía en 1973 para pasar a ser BMW Sudáfrica, la primera subsidaria 100 % propiedad de BMW establecida fuera de Alemania.
En contraposición con la oleada de desvinculaciones de las plantas de producción en Sudáfrica en los años 80 que llevaran a cabo compañías como Ford o GM, BMW mantuvo sus operaciones en aquella época.
Finalizado el apartheid en 1994, y con el descenso de los impuestos arancelarios para la importación de mercancías, BMW dejó de fabricar las Series 5 z 7 para concentrarse en la fabricación de la serie 3, principalmente para su exportación. Los mercados a los que se destinan los vehículos de esta planta son mercados donde el sentido de circulación es el izquierdo: Japón, Australia, Nueva Zelanda, Reino Unido, Singapur y Hong Kong, así como en países subsaharianos. Desde 1997, BMW Sudáfrica produce también vehículos para el sentido de circulación derecho: Taiwán, Estados Unidos, Irán, así como Sudamérica.
Es posible identificar los vehículos fabricados en Sudáfrica por medio del número de VIN que comienza con "NC0".

##### Estados Unidos
BMW Manufacturing Co, situada en Spartanburg (Carolina del Sur), es la única planta de producción de BMW en el continente norteamericano. Ha fabricado, en exclusiva, el modelo X5 y, desde comienzos del 2008, también el X6. A partir de finales de 2010 también se fabricará el nuevo modelo X3.
Es posible identificar los vehículos fabricados en los Estados Unidos por medio del número de VIN que comienza con "4US".

##### China
En mayo de 2004 BMW abrió una factoría en Shenyang, al noreste de China, a modo de joint venture con la empresa local Brilliance China Auto. La planta cuenta con capacidad para fabricar 30.000 vehículos de las series 3 y 5 al año.

##### India
BMW se estableció en 2006 en Gurgaon (en la Región de la Capital Nacional), pero no sería hasta comienzos de 2007 que se estableciera una planta completa de producción con la última tecnología para la fabricación de las series 3 y 5 en Chennai. La inversión inicial fue de mil millones de rupias indias.

##### México
BMW inició oficialmente en 2019 la producción del Serie 3 (G20) en su planta de San Luis Potosí, México. En el año 2021 se comenzó a producir también el Serie 2 Coupé (G42), siendo esta la única planta a nivel mundial que lo produce. La inversión inicial fue de mil millones de dólares americanos.

### Desarrollo[44]
| País           | Ciudad       | Actividad                                                                                               |
| -------------- | ------------ | --- |

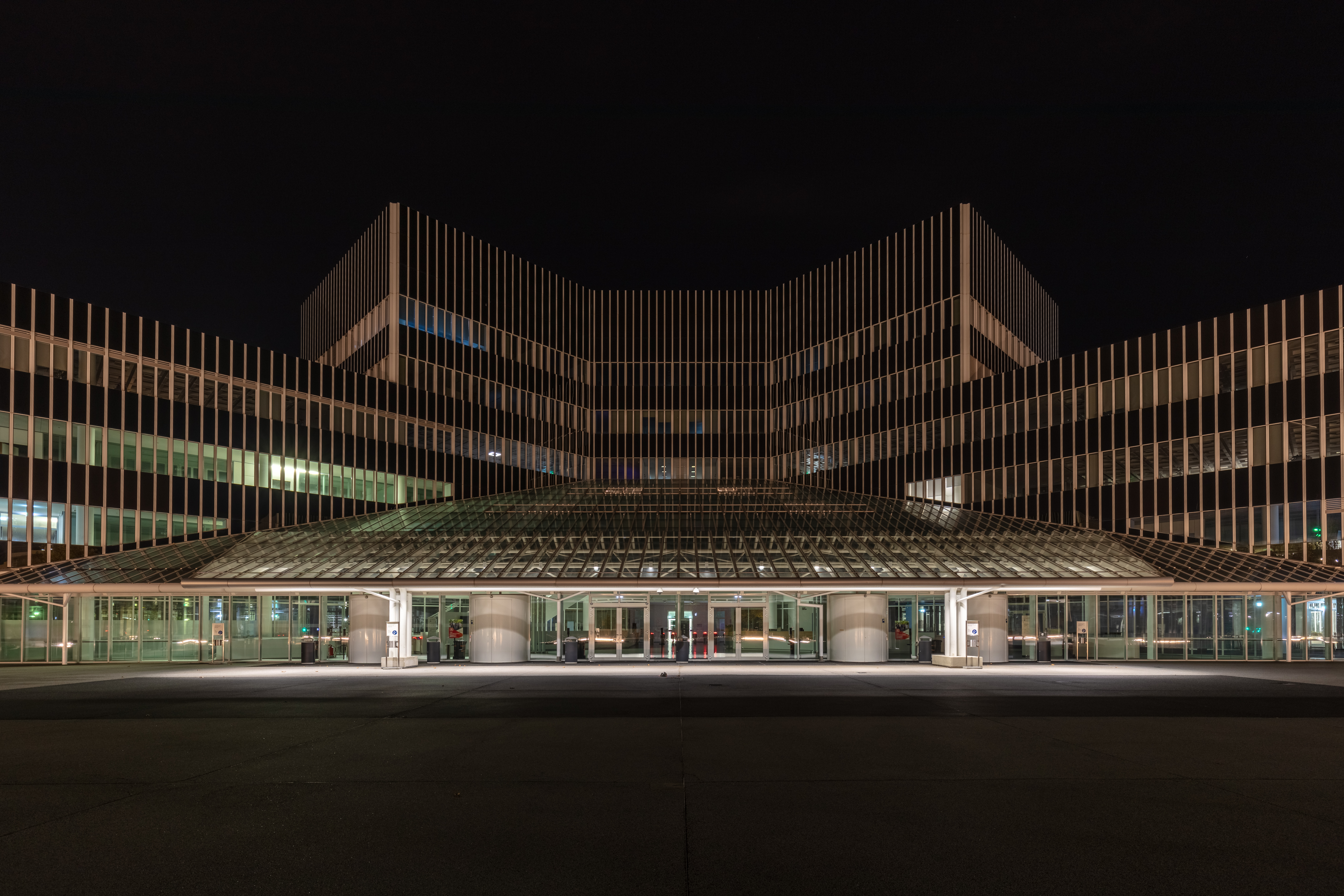
Central de desarrollo de BMW conocida como "FIZ", Múnich.

| Alemania       | Múnich       | - BMW Group Research and Innovation Center (FIZ) - BMW Group Research and Technology - BMW Group Car IT |
| Alemania       | Landshut     | Innovation and Technology Center                                                                        |
| Austria        | Steyr        | BMW Motoren GmbH                                                                                        |
| China          | Pekín        | BMW Group Development Office                                                                            |
| Estados Unidos | Newbury Park | BMW Group Designworks                                                                                   |
| Estados Unidos | Oxnard       | BMW Group Engineering and Emissions Test Center                                                         |
| Estados Unidos | Palo Alto    | BMW Group Technology Office                                                                             |
| Japón          | Tokio        | BMW Group Technology Office                                                                             |

### Posición competitiva

#### Marcas
En 2023, la Reseña Anual del sistema de Madrid de la Organización Mundial de la Propiedad Intelectual (OMPI) clasificó a BMW como el segundo lugar mundial en número de solicitudes de marcas realizadas en el marco del Sistema de Madrid, con 124 solicitudes de marcas realizadas durante 2023.

## Comunidad BMW

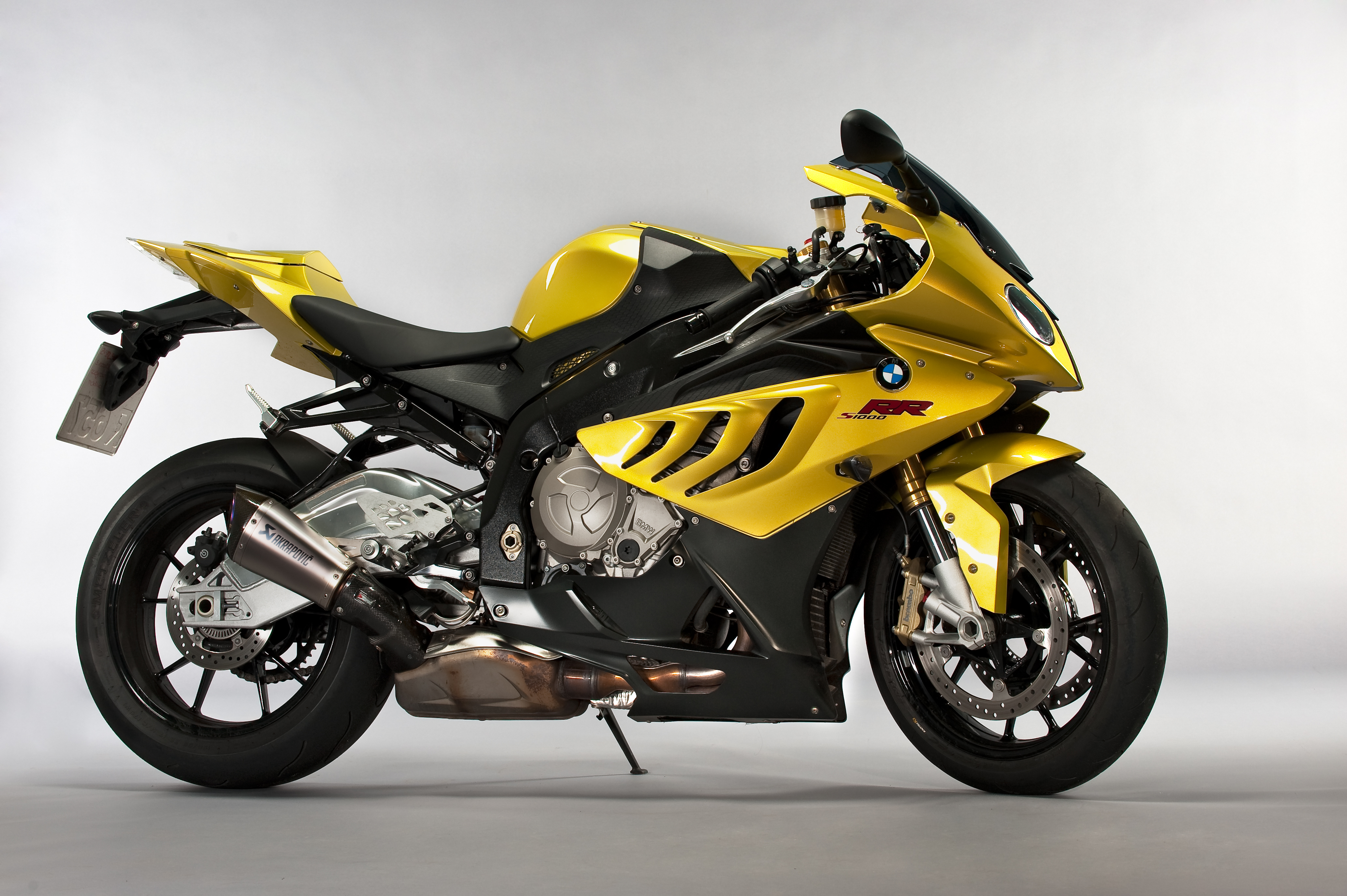
Motocicleta BMW S1000RR

BMW cuenta con comunidades de fanes repartidas por el mundo. En Estados Unidos, por ejemplo, cada año desde 1999 los entusiastas se concentran en Santa Bárbara (California) para participar en la denominada “Bimmerfest” (“Bimmer” es el apodo estadounidense de BMW”). Se trata de una de las concentraciones de una marca más multitudinarias de los Estados Unidos. En 2006 se alcanzó la cifra de 3000 asistentes y más de 1000 vehículos BMW. En España existen varios clubes, como por ejemplo el BMW Club E30-E21, adscrito al International Council of BMW Clubs, y que celebra una reunión anual y varias regionales al año.

## Empresas relacionadas
- Rolls-Royce Motor Cars
- Automobilwerk Eisenach
- Isetta
- Glas
- Mini: Un reducido hatchback; inspirado en el Mini original, que fuera el competidor del Volkswagen Sedán.
- Magna International: El consorcio canadiense fabrica en su planta de Graz (Austria), por encargo de BMW, el modelo X3.
- Alpina: Fabricante independiente de motores que crea vehículos basados en algunos modelos de BMW.
- Wiesmann: Compañía de roadsters y cupés deportivos biplaza a la que vende el motor y componentes de la transmisión.
- Bavaria Wirtschaftsagentur GmbH: Subsidiaria de BMW Group que ofrece servicios de seguros.
- BMW Bank: Subsidiaria de BMW Group que ofrece servicios financieros.
- M GmbH: versiones deportivas de algunos modelos de BMW.
- BMW Peugeot Citroën Electrification: subsidiaria junto al grupo PSA para el desarrollo y fabricación de componentes para vehículos híbridos o eléctricos.
- Motocicletas Husqvarna: Fabricantes de motocicletas de motocross, enduro y supermoto, adquirido por BMW en 2007.[55]
- Alphabet Fleet Management:[56] División de BMW Group que ofrece soluciones de movilidad corporativa, gestión de flotas y alquiler de vehículos.
- AC Schnitzer: Compañía de “tuning” especializada en modelos BMW.
- Breyton: Compañía de “tuning” especializada en modelos BMW.
- Dinan Cars: Compañía de “tuning” especializada en modelos BMW y MINI.
- G-Power: Compañía de “tuning” especializada en modelos BMW.
- Hartge: Compañía de “tuning” especializada en modelos BMW, MINI y Range Rover.
- Hamann Motorsport: Compañía especializada en “tuning” de modelos BMW y en la estilización de sus motores.
- MK-Motorsport: Compañía de “tuning” especializada en modelos BMW.
- Racing Dynamics: Fabricante de motores y compañía de “tuning” en modelos mitsubishi